# GANTZ
『GANTZ』（ガンツ）は、奥浩哉による日本の漫画。『週刊ヤングジャンプ』（集英社）において、2000年31号から2013年29号まで連載された。2021年11月時点で累計発行部数は2400万部を突破している。

## 概要
奥浩哉の代表作。2004年にテレビアニメ化、2011年に実写映画化、2016年にフル3DCGアニメーション映画化、2018年1月には舞台化され上演された。2021年4月時点でシリーズ累計発行部数は2400万部を突破している。
作者が高校時代から暖めていた、『必殺仕事人』にSFテイストを加えた「夜にみんなで集まって殺しに行く」物語を描いた青年漫画。石森章太郎原作のテレビ番組『がんばれ!!ロボコン』のガンツ先生がGANTZの名称の由来であり、ガンツの採点シーンもガンツ先生がロボコンたちの行動を採点するシチュエーションのパロディである。
「日本人に馴染むSF」を目指した、現実と非現実が交錯する世界観、不条理とも言える死と隣り合わせの緊張感、個性溢れる登場人物などが人気を集めている。作者は「正義とは何なのか?」「正義はあるのか?」というストーリーの図式は『GANTZ』のテーマでもあるという。
前作『01 ZERO ONE』に引き続き、原稿はCGによって制作されており、作者は「3D漫画」と称している。ShadeやPhotoshopなどのグラフィックソフトを駆使して背景や効果が精密に描画されている。作者いわく3D漫画のために顔しか手で描いていないと誤解されることが多かったが、実際にはロボットやスーツなどはスタッフの技術では誰も作れないため、作者が手描きで描いている。大阪編のハードスーツもすべて手描きであり、「一生懸命描いたのにCGだと思われているところはがっくり来ました」と述べている。
カタストロフィ編の展開はハリウッド映画『インデペンデンス・デイ』の影響を受けており、「実は『GANTZ』のカタストロフィ編は『僕なりのインデペンデンス・デイ』をやりたい！という挑戦でもあるのです。僕にとっては、そのくらい理想の映画です」と述べている。
最終回の展開はテレビアニメ『無敵超人ザンボット3』の影響を受けており、同作の最終話へのオマージュとなっている。

## あらすじ
ある日、高校1年生の玄野計は地下鉄のホームで小学生時代の親友だった加藤勝を見かける。正義感の強い加藤は線路上に落ちた酔っ払いを助けようとするが1人では抱え上げられず玄野に手伝いを求める。2人はホームに戻り損ね、線路に進入してきた電車に轢かれて死んでしまう。次の瞬間、彼らはマンションの一室にいた。そこには同じように死んだはずの人々が集められていた。部屋の中央にある謎の大きな黒い球。彼らは、その「ガンツ」と呼ばれる球に、理由もわからないまま星人を「やっつける」ように指示され、別の場所へと強制的に転送されていく。
ガンツのミッションを繰り返すうちに玄野はガンツでの戦闘に生き甲斐を感じ始め、加藤は星人を倒すことに躊躇し後手になりながらも参加メンバーの生存を優先する。しかし、そうした2人の行動が結果的に玄野以外全滅という最悪の事態を招く。ただ1人生き延びた玄野は日常で恋人・小島多恵に生き甲斐を見出すようになりガンツからの解放を決意、ミッションでは加藤の意志を反芻しながら参加メンバーを引っ張っていく。次第にメンバー間には協調性が生まれ、情報交換や訓練を経て徐々に生存率も上がっていった。その一方で、ミッションエリアが都市部へと近付くにつれて、星人側にガンツの存在が認知されるようになり、被害はミッションとは無関係な一般市民にも及び、さらにガンツのルールも曖昧になりはじめる。
そしてついに100点獲得者が続出するまでになり、加藤は再生され、玄野はそれまでの活躍からメンバーの後押しもありガンツから解放される。記憶を消されて解放されたことで普通の高校生として再び生き始めた玄野だったが、その存在はガンツの重要人物として星人側にも知られており、自宅を襲撃され殺されてしまう。玄野という精神的支柱を失い、ガンツの仕組みそのものに疑問を抱き始め消極的になっていたメンバーに対して、加藤はミッションに巻き込まれた一般市民の救出に奔走する。弟・歩のもとへ帰るため、そして玄野を再生するために身を挺して戦う加藤に感化されたメンバーの協力もあり、玄野は無事に再生される。玄野の再生に歓喜するのも束の間、ガンツを独自に調べていた西丈一郎から「カタストロフィ」の存在を示唆される。
漠然とした不安を抱えたまま再びマンションに集められると、部屋の明かりは消え、ガンツも故障したかのように様子がおかしくなっていた。転送先では多国籍のチームが混戦を極め、玄野たちも苦戦を強いられるが、半ば強制的にミッションは終了し、ガンツの球には「おわり」の文字が表示される。そして空が赤く染まり「カタストロフィ」が始まる。それは今までの局地的なミッションとは異なり、もはや星人による大規模な侵略戦争だった。一般市民が屠殺や鑑賞用として捕獲されていく中、ガンツメンバーは装備を使って迎え撃つ。玄野は捕らえられた多恵を救う過程で初めて星人と意思疎通を行い、加藤たちガンツメンバーは「真理の部屋」へと転送され、それぞれガンツの真実を知る。
その後、玄野は自爆覚悟の星人から名指しで決闘を挑まれ最後の戦いに向かう。残っていたガンツメンバーの加勢に助けられながら、星人の額に玄野自ら突撃し止めを刺して倒す。しかし残っていた星人が自決し自爆装置を作動させてしまい、転送が間に合わず飛行ユニットで帰還、玄野と加藤は不時着し海を漂流する。浜辺に漂着すると2人は気を失い倒れかけるが玄野は多恵、加藤は歩に抱き支えられる。

## 登場人物
キャラクターの一部は、実在の有名人や映画の主人公をモデルにしている。以下主要人物の概要を記述する。
玄野 計（くろの けい）
本作品の主人公。高校一年生。学校でのあだ名は「昼行灯」。巨乳とグラビアが好き。スポーツにも勉強にも関心がなく、特に優れた面があるわけでもない平凡で、少し「世の中を見下している」普通の高校生。幼馴染の加藤と共に電車に轢かれ、ガンツの部屋に転送される。
加藤 勝（かとう まさる）
本作品のもう1人の主人公。高校一年生。玄野計の小学校時代の同級生で、仲間内のヒーローである玄野に憧れていた。玄野を巻き込んでしまった事に責任を感じ、玄野を守るために戦う。お人よしで、星人相手であっても殺生を嫌う。
小島 多恵（こじま たえ）
本作のヒロイン。もともとは玄野が罰ゲームで告白したらOKされたので付き合っていただけだったが、毎回生死をかけるGANTZのミッションから戻るたびにかけがえのない存在へと変わっていく。
岸本 恵（きしもと けい）
本作品のヒロイン（初期）の一人。ショートカットでスタイル抜群の美少女。
死因は自殺。自宅の浴室で自殺未遂（リストカット）をし、ガンツの部屋に転送される。入浴時に全裸だったため、そのまま転送されて初登場で玄野らに裸体を見られている。
和泉 紫音（いずみ しおん）
玄野の学校に転入してきた高校生。かつてはガンツ部屋の住人（リーダー）で、100点を獲得して開放された過去を持つ。黒い球から「できるだけ多くの人を連れて来るように」とミッションの参加条件を提示され、新宿大虐殺を敢行し、387人を殺傷する。
風 大左衛門（かぜ だいざえもん）
博多出身の格闘家で筋骨隆々の大男。新宿大虐殺でガンツの部屋に転送される。
桜井 弘斗（さくらい ひろと）
私立の中学生。インターネットの掲示板で出会った「サカタ」という人物から超能力を伝授され、彼を「師匠」とあがめる（超能力についてはGANTZ#超能力を参照）。新宿大虐殺で転送される。
下平 玲花（しもひら れいか）
本作品のヒロインの一人。人気巨乳グラビアアイドル。新宿大虐殺で転送される。
西 丈一郎（にし じょういちろう）
物語のキーパーソンの一人。ガンツの秘密を知っている中学二年生。死因は転落死。万引きで補導され、警察署へと連行される途中に逃亡を図り、マンションの屋上から誤って転落して死亡し、転送される。田中星人編で死亡するも、オニ星人編で風により再生される。

## ガンツ

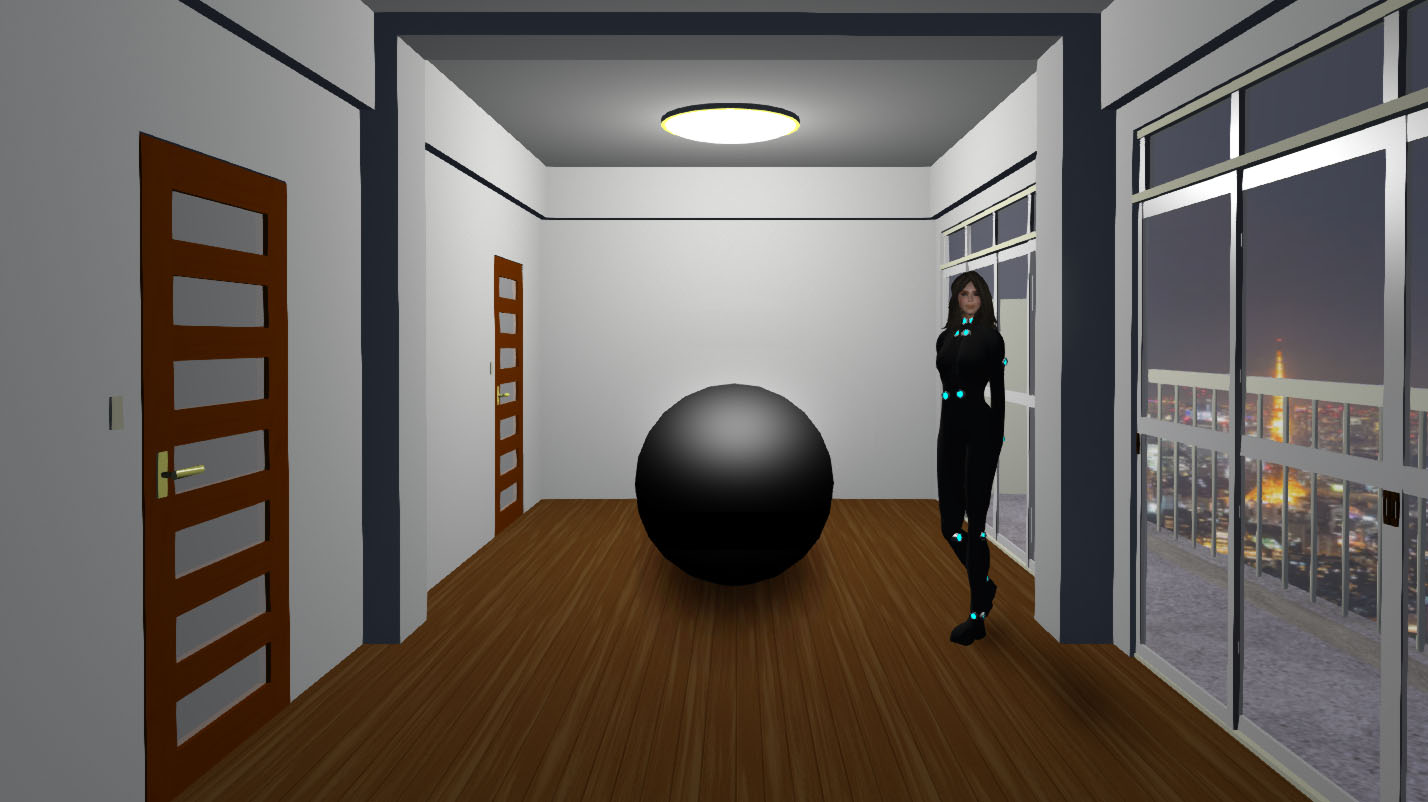
ガンツの部屋

作中の軸となるキーアイテム。世界各地に存在し、その正体、目的が一切不明の直径1mの謎の黒い球体。各地で呼び名が異なり、東京では「ガンツ」、大阪では「黒アメちゃん」、ガンツ制御者たち（通称「財閥チーム」）は「ブラックボール」などと呼ぶ。本項では便宜上「ガンツ」で統一する。
球体内には人工呼吸器に似た器具を取り付けられた全裸の男性が座っており、この人物をガンツと呼称する場合もある。通常の音声会話などのコミュニケーションを取ることは不可能だが、一定の要望に対しては応答が得られることがあり、男に音声で要請し耳孔に指で刺激を加えると、今までの戦死者のリストや100点獲得時の特典などの情報を球体表面に表示させることができる。なお、この男に対する物理的な攻撃は一切の効果を持たない。
死んだ人間・動物を蘇らせ、「星人」と呼ばれる正体不明の怪物と戦う任務（ミッション）に強制的に参加させる。なお、ガンツの招集を受けた人間は、厳密には蘇っているわけではなく、死亡した人間（オリジナル）を元に複製されたコピー体である。ゆえにオリジナルの個体とは別人であり、オリジナルの方は既に死亡している。これはミッションにより死亡・再生した人間も同じである。登場人物の西はこれを「ファックスから出てきた書類」と表現している。ごく稀にオリジナルが生きていて、同一人物が2人存在するという現象が起こる場合もある。逆に、通常時の戦闘前後の移動等、生きている人間の転送については、終盤、霊魂を含めて同一人物であることが示唆されている。
ミッション参加者は「あだ名」で表記される。あだ名は主に身体的特徴や行動、職業、名前や雰囲気で付けられる。
ミッション中、一般人がガンツミッションの存在を感知した場合、その人間を標的とするミッションが新たに追加されることがある。そのミッションで抹殺された人間はメモリーに加えられ、後に再生することもできる。再生した場合、ミッションメンバーだった場合は以降のミッションにメンバーとして加えることができ、ガンツにターゲットとして指定されていた一般人の場合は記憶を消された上で再生させられる。
ガンツに要請することで、世界各地に点在しているガンツを通じ、他の地域で活動しているチームと通信を行うことが可能。互いの同意があれば、他地域へメンバーを転送、もしくは他地域からメンバーを転送させて連れてくることも可能である。

### ルール
1. ミッション開始直前に死んだ人間・動物の中から複数が選ばれ、マンションの一室に転送される。既存メンバーがいる場合、新しく転送される者が0の場合もある。この時点でミッション参加者の頭蓋内には小型爆弾が埋設され、事前に負っていた怪我や傷、病巣などは全て消失する。前ミッションの残存メンバーたちもまた、同様に転送されてくる。壁やドアに接触することはできず部屋の外へは出られない状況に置かれる。なお、ミッション参加者の身体に接触して一緒にガンツの部屋に転送されることにより、非死亡者でもガンツメンバーとして認識されミッションに参加することが可能である。
2. 全員の転送が完了すると、数分後に球体から音楽が流れるが、都市により違いがある模様。東京では「ラジオ体操の歌」（アニメ版では藤山一郎が歌うバージョンを使用）、大阪では「吉本新喜劇のオープニング曲」となっている。
3. ガンツの表面に、いい加減な日本語のメッセージが浮かび上がった後、標的である星人の容貌と特徴、好きなもの、口癖などが表示される。情報それ自体は間違いではないものの、ミッションを達成するのに必要な情報としては圧倒的に不足しており、表示された標的以外の個体が多数出現することが多い。
4. ガンツの左右側面・裏面が引き出しのように開き、裏からはメンバー全員分のスーツの入ったアタッシェケース、左右からは銃器類が出てくる。この時点で、銃器以外の武器やガンツバイクが格納されている奥の部屋の扉が開閉可能になる。
5. 全員が星人の生息するフィールドに順次転送される。その際ガンツに口頭で要請すれば、転送の順序を指定することができる。
6. 出現する星人を制限時間内に全て倒す。ミッション中、一般人と遭遇することがあるが、一般人はミッション参加者と星人の姿を光学的に認識できず、音声も聞こえない。ミッション参加者がおよそ1km四方とされるミッションフィールドの境界線よりも外側に出ると、脳内に埋め込まれた爆弾が警告音を発報する。その警告音を無視してエリアから離れると、ミッション放棄とみなされ爆弾が爆発し対象者は死亡する。また、何らかの要因でガンツウェポンやミッションの存在を一般人に認識されてしまった場合も、起因する人物が死亡する。
7. 星人を殲滅、もしくは制限時間が経過すると、ガンツの部屋に再転送される。フィールドでの負傷者は負傷する直前の状態で転送されるが、死者は転送されず、頭蓋内爆弾が爆発する。負傷者は怪我の度合いによって傷だけ修復される場合と、主に致命傷を負った者は負傷直前の状態まで遡って転送される場合がある。そのため、後者の場合は負傷後の記憶がない状態で転送されることになる。
8. 生存者が全員転送されると“採点”が始まり、倒した星人の強さに応じた点数が各メンバー毎にガンツの表面に順次表示される。ただし、星人を全滅させずにミッションを終えた場合は倒した数にかかわらず得点は0であり、以前のミッションでの得点も抹消される。さらに次回のミッションにおいて必要獲得点数に下限が設定され、達成できなければ死ぬとされる。
9. 採点が終わるとドアに触れられるようになり、ガンツの部屋から出て日常生活に戻ることができる。その際、銃やスーツを持ち帰ることも可能だが、これらの武器を衆人環視下において武器の全体像が視認可能な状況で使用すると、頭蓋内爆弾が起動し脳を破壊される。なお、ミッション外においても星人と遭遇することがあるが、この場合は何体倒しても得点にはならない。
10. 一定期間が経過すると、ガンツの部屋に呼び戻されミッションが始まる。ミッションは不定期に行われるが、招集されるのはおおむね夜間である。転送される直前には寒気や耳鳴りがするほか、部屋への転送中は金縛り状態となる。前回のミッションで持ち帰った装備を転送時に所持していない場合は補充されない。

なお、オニ星人のミッションの途中から、一般人に対する不可視効果と時間制限が解除され、ミッションをクリアするには星人を全滅させることが絶対条件となっている。また、ぬらりひょんのミッション後半ではミッションフィールドが縮小され、それにより敵との交戦が不可避となった。

### 点数
星人を1体倒す、もしくは転送させるごとに点数が加算される。1体あたりの点数は一定ではなく、種族や個体によって広範な格差がある。累積点が100点に到達すると以下の3つの特典が提示され、100点分の得点と引き換えにいずれかを選ぶことができる。
1. 記憶を消されて解放される
その場で自宅などに死亡直前の姿で転送され、それまでのミッションや死んだ後の記憶は消去された状態になる
2. より強力な武器を与えられる
「より強力な武器」が用意され、以降のミッションで使用可能となる。残余得点は繰り越しとなる。
3. メモリーの中から人間を再生する
メモリー内の人物から1人を再生する。
ミッションメンバーだった場合は以降のミッションにメンバーとして加えることができるが、記憶は死亡・解放前までさかのぼり、これまでの得点もリセットされた状態でのスタートとなる。ガンツにターゲットとして指定された一般人の場合は記憶を消された上で再生させられる。残余得点は繰り越しとなる。なお、この「再生」は厳密にはガンツのメモリーの中にある死者（オリジナル）のデータを元にした複製に当たるため、存命している人間のコピーを作ることも可能である。

### ガンツ文字
ガンツに表示されるメッセージに使われる手法。基本的に丁寧語と乱暴な言葉を繋げている他、「り」「ス」など一部の仮名文字は左右に反転した鏡文字になっていたり、明朝体と手書き文字が混じっていたりする。この手法に使われる法則は以下の通り。
- 「てめえら」と「君達」を合わせた「てめえ達」
- 「それでは」を表す「それぢわ」
- 「-です」ならぬ「-だす」
- 「-ですが」ではなく「-てつが」
- 誤字として、「さ」ではなく「ち」、「め」ではなく「ぬ」が使われている場合が多い。

また、大阪では関西弁表記のメッセージが表示される。

### マイエルバッハ
ドイツにある大企業。会長はハインツ・ベルンシュタイン。黒い玉の製造工場を所有し、フリーライターの菊地がこの人物と会見したことにより、ガンツが人間の手によって作られていることが判明した。通訳のセバスチャンが菊池に語ったガンツの概要は、「今まで行われたガンツのミッションは、世界各地の会員（有名な政治家、俳優、王族などがいる）に映像としてリアルタイムで配信され、賭けの対象になっていた」というものであった。ベルンシュタインには脳に障害を持つ娘がおり、3歳まで音を発しなかった。だが、ある日突然謎の数字の羅列を発し始め、ベルンシュタインが学者や暗号解読のプロフェッショナルに解読させたところ、それが1つの言語であることが判明した。ベルンシュタインは傾きかけていた会社を立て直す方法を示していることを見出だし、その後この数式を元に傾いていた会社は危機を脱し、会社の規模を10倍以上へと拡大させていった。そして、娘が示した数式を元に科学者･技術者たちに作らせたものがガンツおよびガンツウェポンであり、それは世界各国の各地に配備された。このガンツやその目的（異星人を迎え撃つため）は隠す必要が無いとしてマスコミに情報を開示したが、CNNと英国放送協会（BBC）が取材に来たものの、CNNは取材をやめ、BBCは「エイプリルフールに流す」と言っていたとのこと。

### ガンツの正体
ガンツは巨人族（異星人）の侵略に備え、マイエルバッハの工場で量産製造された兵器のひとつであり、正式名称は単純に「ブラックボール」。この呼称はブラックボールを制御する権限を持つ、世界中の中枢組織（財閥など）に共通する。ブラックボールは日本や世界各国の各地に配備されており、玄野たち東京チームが「ガンツ」と呼んでいる黒い球体は、世界中に多数存在するブラックボールの一個体にすぎない。その未知なるテクノロジーは宇宙の彼方で巨人族の侵略を受け、これを撃退した異星人が地球に向けて発信したメッセージからもたらされたものだった。異星人のメッセージには自分たちが撃退した巨人族が地球に向かっていること、およびそれに立ち向かうための兵器と転送システムの設計図が含まれていた。なお、ガンツ（ブラックボール）の中に入っている人間は全て、そのテクノロジーを地球に発信した異星人の「通訳」として、ランダムに選ばれた人間の複製（クローン）である。

## 星人
ミッションの標的となる人間以上の身体能力を持つ生命体。ガンツのミッションでは「◯◯星人」という名称が付けられている。言語を解する星人は人間を指して「現地の生物」と呼ぶ。星人の中には吸血鬼たちのように、元は人間だったものも含まれている。星人同士が互いの存在を感知している場合があり、種に関係なく星人間でのコミュニケーションが可能な「共通言語」と呼ばれる音声に依らない特殊な意思疎通法が存在する。また、地球人と同様に人語が使える星人も存在する。普段は地球人に存在が悟られないように体を透明あるいは擬態している。物語の終盤、彼らが他の惑星から地球へ移住して来た本物の宇宙人であることが明かされた。

### ねぎ星人編
場所は多摩市一ノ宮。メンバーは10人。そのうち、新メンバーは8人。
ねぎ星人（2体）
- 特徴：つよい くちい
- 好きなもの：ねぎ 友情
- 口癖：ネギだけでじゅうぶんですよ！

ジュニアねぎ星人
声 - 藤田圭宣 / 石井一貴（VOMIC）
最初に出会うことになる子供のねぎ星人で、いつもネギだけを食べているせいか、かなり臭い。追い詰められると臭い液体を口から撒き散らす。体は脆いが人間の大人と同じくらい足が速く、指先に刃物のような鋭い爪を隠している。アパートの一室に隠れていたところをメンバーに捕捉され、追い詰められた挙句、Xガンの乱射を受けて爆死。口癖は映画『ブレードランナー』に登場する屋台の日本人店主の有名な台詞「2つで充分ですよ」が由来で、「2本で充分ですよ」「ねぎあげます」とも発している。
1点
大きなねぎ星人
声 - 斉藤次郎 / 松田健一郎（VOMIC）
ねぎ星人が大人になった姿。手の爪が伸長し、体もコンクリート並に硬くなっているなど、人間よりも数倍強いパワーを持つ。大人になってもネギを食べている。
作中の描写からジュニアねぎ星人とは親子関係にあると思われ、ジュニアねぎ星人を殺されたことに激怒し、メンバーの多くを惨殺するが、玄野のスーツの力に圧倒され敗北。その後西にYガンで捕獲され、そのまま「上」へ転送される。なお、捕獲直前にジュニアねぎ星人と同じく「ネギアゲマス…」などと命乞いしており、それを聞いた加藤は涙ながらに謝罪の言葉を呟く。
3点

### 田中星人編
場所は板橋区住宅街。メンバーは13人、そのうち、新メンバーは8人。
田中星人（13体）
声 - 井手らっきょ / 利根健太朗（VOMIC）
- 特徴：つよい ちわやか とり
- 好きなもの：とり ちよこぼうル からス
- 口癖：ハァー ハァー ハァー

田中星児に似た人型の外装を着ている鳥型の星人。板橋区のボロアパートを借り切って生活していた。主食はチョコレート。外装は生命維持のためのものであり、これが無いと呼吸ができない。外装はメンバーのコントローラーによるステルス機能を看破する特性も有している他、表情も変わる。口から強力な超音波を発声することでガンツメンバーのコントローラーなどの精密機器を破壊することも可能。物理的にもかなりの破壊力を持っており、数回直撃するとスーツも壊れてしまい、生身で喰らうと眼球や鼓膜、三半規管が破壊されやがて死に至ってしまうほど。「裕三君？」「かんたろ――っ　はい!! 一緒に!!」「さわやかな…」「スイカの名産地？」など、田中星児に因んだ言葉を何の脈絡も無く発し、何も返事をしないと怒りだす。また、キョロちゃんに似た自身の幼鳥を連れている。
アニメ版では田中星児への配慮として「鈴木星人」に改名されていた他、好きなものが「とり あまいもの」になっていたり、細かなデザイン（特に幼鳥の体型）が違っていたりする。なお、星人であるにもかかわらず、アパートの近くにあるコンビニの店員には、お菓子を大量に買っていく田中星人の姿が見えている（アニメ版では見えておらず、店員からは幽霊呼ばわりされている）。中の鳥はゲーム版では「トリ」と呼称されている。
5点（幼鳥は0点）
ボス田中星人
田中星人の中の鳥が成長し、さらに大きくなった姿。翼が生え、飛行が可能となっている。外装は着ていないが、代わりに外付けの呼吸器を付けている。人体を簡単に引き千切ってしまえるほど鋭利な爪や嘴を持つ。『GANTZ/MANUAL』によると、女王蜂のような役回りらしい。
スーツを着ていない玄野を捕獲し殺そうとするが、呼吸器のチューブを壊されてしまい、怯んだところをXガンの銃撃を受け死亡。
ゲーム版では「大トリ」と呼称されている。
8点

### あばれんぼう星人・おこりんぼう星人編
場所は文京区羅鼎院（らていいん、実在しない）。メンバーは15人、うち、新メンバーは9人。
あばれんぼう星人（1体）
- 特徴：つよい おおきい
- 好きなもの：せまいとこ おこりんぼう
- 口癖：ぬん

おこりんぼう星人（1体）
- 特徴：つよい おおきい
- 好きなもの：せまいとこ あばれんぼう
- 口癖：はっ

金剛力士像（あばれんぼう星人が吽形、おこりんぼう星人が阿形）の姿をしており、羅鼎院の入り口の両脇に立っている。身長5mの巨体。建物や石畳を軽く破壊する怪力を持ち、拳の風圧は人間を吹き飛ばしてしまうほど。それぞれ玄野の猛攻と東郷の狙撃によって倒される。アニメ版では赤色と緑色だが、ゲーム版では茶色に統一されている。
各3点
仏像星人（10体）
大きさは普通の人間とほぼ同じ（2m程度）。各個体はそれぞれ異なった姿をしており、動作の俊敏な者や肉弾戦を得意とする者など、特徴も様々である。腕力や体力は基本的に人間のそれとあまり変わりがなく、スーツや武器を所持していないガンツメンバーに倒される者もおり、あまり強くはない。古代の日本語を組み替えた独特な言語を話す。鞍馬寺の毘沙門天像（宝冠だけは東寺の兜跋毘沙門天像）や乙津寺の韋駄天像、興福寺の天燈鬼像や龍燈鬼像、三十三間堂の風神像などをモデルにしたものが登場。
毘沙門天は近藤に、天燈鬼と龍燈鬼はJJに、風神は岡崎に、ほか5体は東郷の狙撃で倒される。韋駄天は大仏撃破後も逃げ回るが、結局は東郷の狙撃で倒される。
大仏星人（1体）
羅鼎院の蔵の中から出現する、大仏の姿をした星人。身長は15m以上（ゲーム版では18m）と巨大で、Xガンの火力ではあまりダメージが与えられない。その巨体で踏まれるだけでも脅威となる。通常は温和な顔つきだが、額にある白毫を攻撃されると凶暴化する。モデルは東大寺盧舎那仏像。
玄野によって白毫にできた穴から体内へ突入され、内部から頭を銃撃されて倒される。
千手観音を守る仏像星人（4体）
千手観音の周囲に立っている、4体の仏像星人。他の仏像星人よりもはるかに力が強く、知能も高い。日本語を組み替えたような独特な言語で互いにコミュニケーションを取り合っている。モデルは東大寺戒壇堂にある国宝の四天王立像で、配置も本物と同じに再現されているが、本物が踏みつけているはずの天邪鬼は置かれていない。
多聞天・増長天・広目天は桜丘に、持国天は加藤に倒される。
千手観音
声 - 伊藤健太郎
本ミッションのボス。生体反応を逆行させる円盤形の特殊装置を保有し、身体を粉砕されても装置さえ無事なら瞬時に再生・復活する（その際に相手に触れていれば、そこから相手の体を徐々に消滅させることもできる）。灯篭型の長距離レーザー、水瓶に入った強力な酸、鋭利な剣など様々な武器を駆使し、しかもこれらの武器はスーツの耐久力を無視して効果を発揮する。さらに人間の脳髄を摂食することで対象者の知識や経験を取り込む能力を持つほか、Yガンで捕縛されても転送されている部分を分離して逃れられる。モデルは滋賀県長浜市の向源寺にある国宝の十一面観音立像。
東京チームのメンバーの大半を殺害するが、加藤のYガンに捕獲され転送されかける。その際に中から本体と思われる6本の腕を持つ異形の生物が現れ、死闘の末に自身の剣で首を切断される。本体の戦闘力はさほど高くないが、死ぬ間際に尻尾で加藤の心臓を貫き、相討ちに持ち込む。
なお、作中では初めて玄野が勝てなかった星人であり、点数も不明。
スピンオフである『GANTZ:E』にも登場している。

### チビ星人編
場所は中野区ビル街の屋上。メンバーは1人。
チビ星人（10体）
- 特徴：つよい 根にもつ
- 気にしていること：背の低さ
- 特技：人マネ 心を通わす

人型で背中に殻のような羽根が生えており、両頬と胸元に渦巻状の模様がある。小柄な星人ではあるが、見た目とは裏腹に身体能力が高く、驚異的な瞬発力による目で追えないほどのスピードと、スーツ着用の玄野を数メートル吹っ飛ばすパワーを併せ持つ。テレパシー能力があり、仲間と意思疎通をしながら連携した攻撃を繰り出す。また、羽根で自分自身を包むことにより人間に擬態できるが、その間は全力での行動ができない模様（それでも素手で人体を軽く叩き壊せるほどの力ではある）。
1体を残して玄野に倒されるも、殺された仲間の仇を討つべく勢綾高校の生徒（「4組の中野」）に擬態してミッション外にも出現。玄野のクラスメートや駆け付けた機動隊を虐殺して回り、多恵をも手にかけようとするが、最後は玄野にXガンで撃たれ死亡する。
なお、作中での描写は無いが、玄野のクラスメートなどの死体も操れるらしい。
ゲーム版でも出演しているが声優は不明。
3点

### かっぺ星人編
場所は千葉市美浜区幕張。メンバーは25人、うち、新メンバーは24人。
かっぺ星人（1体）
- 特徴：なまる 汗かき
- 好きなもの：トカゲ 鳥
- 口癖：おーらの どーごが なまっでんだ いっでみろっつの

恐竜の宇宙人のボスで麦藁帽に袖なしTシャツという服装の人型星人。通常の姿だと弱いが、攻撃を受ける度に巨大化して強くなる。追い詰められた時には、手下のラプトルサンに命令を出す。
巨大化して風を圧倒するが、背後から和泉にガンツソードで一刀両断され倒される。
10点
ラプトルサン（43体）
小型の恐竜（ヴェロキラプトル）の宇宙人だが、獰猛であり人間を喰い殺すほか、人体を切断できる鋭い尻尾も持つ。右胸にある心臓が弱点。
1点
トリケラサン（3体）
関西弁を交えた唸り声をあげるトリケラトプスの宇宙人。怒ると体がマッチョに変形し巨大化、さらに2足歩行になる。チラノサンとは犬猿の仲。
3点
チラノサン（3体）
T-レックスのような姿の宇宙人。口から強力な火球を放つことができるが、精度は悪い。トリケラサンとは犬猿の仲。
3点
ブラキオサン（2体）
親子のブラキオサウルスの宇宙人。体が大きいため、動くだけで脅威となる。知能が高く、人語も解す。親はこのミッションのボスで、体長は20mもある。首を鞭のように驚異的な速度で振ることによって、頭にある三日月型の刃であらゆる物体を両断する。しかも身体各部に眼球を生成できるため死角が存在しない。親子ともに尾や首は何度破壊・切断しても死なないが、胴体内部の心臓にあたる部分を破壊されると死ぬ。
親：30点、子：10点

### ゆびわ星人編
場所は港区六本木ヒルズ。メンバーは15人、そのうち、新メンバーは6人。
ゆびわ星人（8体）
- 特徴：でかい つよい
- 好きなもの：うま
- 自分より小さいものを憎んでる
- 口癖：無言

騎士のような姿。巨大な馬に乗り、手にした大斧を振り回し攻撃する。「自分より小さい者」を憎み、無関係な一般人も襲う。特に大きな苦戦を強いることもなく東京チームに敗北。映画『ロード・オブ・ザ・リング』のナズグルがモデル。作者によると、特訓で強くなった玄野たちを引き立てるための敵だったとのこと。
10点

### 小島多恵編
場所は小島多恵宅近辺。メンバーは14人。ゆびわ星人ミッション完了直後に急遽追加された特殊ミッションで、標的は星人ではない。
小島多恵
- 特徴：小さい よわい
- 好きなこと：マンガを描く
- 口ぐせ：ケイちゃん

星人ではないが、ミッション中のガンツメンバーを偶然に撮影してしまったことで標的とされる。彼女を守るために玄野は和泉と対立するも、奮闘空しく最後は和泉の刃の餌食となり、ミッション完了となる。小島自身の戦闘力は皆無だが、点数は単独で30点であり、一般的な星人よりも高めの配当となっている。

### オニ星人編
場所は豊島区池袋駅周辺。メンバーは17人、そのうち、新メンバーは5人。本ミッション中盤以降制限時間や一般人に対する透明状態が無効で一般人にガンツメンバーとオニ星人の姿が普通に見えるようになっている。
オニ星人
- 特徴：つよい
- 好きなもの：女 うまいもの ラーメン
- きらいなもの：強いヤツ
- 口癖：ハンパねー

通常は全員が若い男性の人間に擬態して吸血鬼と同じく社会的な集団を形成しており、知能や言語も人間レベル。ガンツメンバーを“ハンター”と呼び、彼らの位置を探知できる携帯電話を持つなどの対策もできていて、吸血鬼とは共同戦線といった形を取っている。
一般的なオニ星人（多数）
普段は人間の姿をしているが、本性は手と足に触手のようなものを生やした背丈2mほどの化け物。触手で攻撃したり、ガンツメンバーの体をスーツもろとも溶かす強力な酸を吐いたりするが、動きが鈍く体も脆い。
幹部（3人）
火炎属性型の幹部
擬態を解除すると頭から左右非対称な長さの角が生える。炎を自由自在に操り、巨大な火の玉を放ったり、自分の体そのものを炎に変えたりすることができる。
桜井を焼死させるも直前に視神経と下半身の神経を破壊され、その隙に坂田の超能力で心臓を握り潰され死亡。
不定形属性型の幹部
自分の体の形や大きさを自在に変えることができ、作中では別の人間だけでなくハエや象などにまで変身している。その体質ゆえに、Xガンの射撃に対する耐久力が極めて高い。
変身能力を駆使してレイカや稲葉を翻弄するが、上空から襲いかかる玄野にガンツソードで首を切断され即死。
岩石属性型の幹部
擬態を解除すると皮膚が岩のように硬質化した3〜4mほどの巨大な怪物となる。肉弾戦が得意で、主にプロレス技を駆使した戦い方をする。
風との壮絶な格闘戦の末に倒される。
ボスオニ星人
標的表示で映っていた、オニ星人のボス。擬態を解除すると背丈は3mほどになり、背中や頭には角、口からは大きな牙を生やした、まさに鬼のような姿へと変貌する。圧倒的なパワー・スピード・体力に加え、地面をえぐり吹き飛ばすほどの強力な雷を発することもでき、その存在は吸血鬼たちからも一目置かれている。
終始東京チームを圧倒するが、最後は玄野と和泉の共闘によって倒される。

### ぬらりひょん編（大阪編）
単行本ではぬらりひょん率いる妖怪の宇宙人を星人百鬼夜行と書かれている。場所は大阪市中央区道頓堀。東京メンバーは15人。うち、新メンバーは5人。オニ星人編に続き一般人に対する透明状態が無効で一般人にガンツメンバーと妖怪の姿が普通に見えるようになっている。制限時間は無いが時間経過でエリアが狭まって行き、必然的に宇宙人との交戦を迫られる。第2部最初のミッションであり、また、東京ガンツチーム初の東京近郊以外でのミッションである。伝承などに伝えられる妖怪によく似た姿をしている。作者の奥浩哉によればカタストロフィ編のアイデアが先にあり、世界規模のストーリーに移行する前にワンクッションを置くという意味合いから大阪編が構想された。星人に妖怪が選ばれたのは道頓堀の雰囲気にビジュアルとして妖怪が合いそうだから、という理由による。
ぬらりひょん
声 - 津嘉山正種（GANTZ:O）
- 特徴：つおい 頭がいい わるい
- 好きなもの：タバコ お茶
- 口癖：ぬらーりひょーん ぬらーりひょーん

妖怪の宇宙人のボス。大阪を大勢の妖怪共々無差別に襲撃した。本来の体型は小柄で頭が大きく両耳の上に僅かな黒髪が残った禿頭で着物を着た老人。今までの星人とは一線を画す戦闘力を持ち、負傷し再生する毎に自分の体型を自在に変形、増殖、分裂させる上に多様な生物に変身してパワーアップする能力を駆使してガンツメンバーを苦しめる。因みに負傷していなくても自ら体型を変えることも可能。驚異的な生命力と高い再生能力を持つが、「意識の外からの攻撃」つまり不意打ちでは再生が非常に遅くなる。生半可なダメージではいずれ直ぐに再生してパワーアップしてしまうために倒すには「意識の外からの攻撃」で肉片の一片たりとも残さず消滅させなければならない。「意識の外からの攻撃」だった西のZガンによる攻撃で倒れなかったのは、腕が残ってしまっていたため。当初はぬらりひょんの面影があり、本来の姿に近い姿に戻ったり、顔だけ戻ったりすることがあったが、負傷し再生する毎に形態変化してパワーアップするためにぬらりひょんの面影が無くなっていった。多くの妖怪の宇宙人のボスだが、仲間意識は薄いようで第3形態の筋肉隆々の長身の男性のような姿をした禿頭の全裸の姿になった時は目から光線を放つが、花紀の攻撃で首を飛ばされるが、その状態でも目を閉じずに目を開いて目から光線を放ったままで眼鏡の高校生に首を持たれて武器にされ、多くの手下の妖怪の宇宙人を葬った。強力な武器を持つ岡八郎に興味を示し、加藤の質問に返事をするなど知能の高い一面も見られる。打つ手がないかと思われたが、岡のお陰で漸く東京チームが弱点に気付き東京チームの「意識の外からの攻撃」と氷川の奇襲で頭が縦に真っ二つになりながらも、そんな状態でも氷川に目から光線を放つが避けられ、氷川に意識が向いていた隙に加藤のZガンの連発を受け肉片の一片たりとも残さずやっとのことで死亡した。
なお、ガンツの説明では「ぬらーりひょーん」が口癖であるとされるが、ミッション中は一度も発していない。また、小島多恵と同じく、「○○星人」の形で表示されていない。
100点
天狗
ぬらりひょんと犬神と行動している妖怪の宇宙人のサブリーダー。山伏の服装で筋骨隆々とした姿。大木のように巨大な四肢から繰り出される驚異的な握力は対象の目玉・内臓を体外へと噴出させて即死させ、脚力と重量は自衛隊員を踏み殺し、その筋力はYガンの拘束さえも引きちぎり、Zガンによる連射を喰らっても何度も立ち上がるタフネスも持ち合わせている。犬神と共にZガンを喰らった際に服装が完全にボロボロになった。背中に生えた白い鳥類の羽はその重い体躯だけでなく、しがみ付く犬神をも難無く持ち上げて移動出来るほどの飛行能力を持っている。わずかなダメージである自衛隊の攻撃にも息を荒らげて激怒するほど、短気で癇癪持ちな性格。室谷との対決でXガンで頭部左半分と右腕を破壊されながらも室谷を左腕で掴んで握り潰そうと極限状態まで追い込むが、室谷が撃ったXガンによるタイムラグで遅れて頭部が吹き飛び死亡した。それと同時に天狗は室谷を握り潰した。
71点
犬神
ぬらりひょんと天狗と行動する妖怪の宇宙人のサブリーダー。天狗と違い細い体格で、水干に高烏帽子を被り物静かな顔つきをしている。その細い体から繰り出される手刀は対象の返り血も浴びないほど素早く、さらに直接触れずとも風圧で周囲の物も破壊可能。また、Zガンによる連射に耐えるタフネスも持ち合わせている。Zガンによる攻撃で天狗と共に服装がボロボロになり、物静かな顔つきが一変し、本性をむき出しにした激昂の表情を見せ、凶暴化する。島木を噛み殺そうと追い詰めるも、島木にガンツソードで頭部を切断され死亡。
68点
お歯黒べったり
人間の脳や目玉を欲し、猛スピードで追いかけて来る。子供の頭を丸呑みできるほどの大きな口を持つ。転送されて早々のタケシに襲いかかるが、逆にタケシの鉄山靠を食らって即死。
泥田坊
「田を返せー」が口癖。その巨体に似合わず、素早い攻撃を繰り出す。また、口から強力な酸を吐く。風に頭部をもぎ取られ、倒される。
網切
長い尾を持つ。スーツの耐久力を無視する両手の鎌は強力。桑原に鎌で斬りつけようとするも、二口女を盾にされ、かわされる。桑原にXショットガンで攻撃されてしっぽを破壊され逃亡。その後、遭遇した島木のZガンで即死。
一本だたら
一つ目の巨大な頭部から腕と一本足が生えた妖怪の宇宙人。作中ではオカマのような風貌と口調で登場している。加藤を丸呑みにしようとしたが逆に顎を破壊され、Yガンで転送される。
般若
吸血鬼の前に現れた小面と行動を共にする妖怪の宇宙人。時代劇風の口調でしゃべる。戦闘では腰に下げた刀を使う。吸血鬼たちの事情を知り彼らと行動を共にする。スーツの耐久力を無効化する攻撃力を持ち攻撃を仕掛けてきた「ドSの3人」のうちストレートの方を一刀両断し、小面に騙し討ちをかけようとしたウェーブの方も斬殺する。直後に突如、「クサイ」との理由で吸血鬼を裏切り襲いかかる。小面との連携で氷川を追い詰めるも、最後は両腕を切断され倒される（死亡描写は無し）。作中では女ではなく男として描かれている。
小面
吸血鬼の前に現れた般若と行動を共にする妖怪の宇宙人。口癖は「うふふ」「バカバカバカ」など。吸血鬼たちの事情を知り彼らと行動を共にする。スーツの耐久力を無効化する攻撃力を持ち、「ドSの3人」のうちウェーブの方を翻弄し一蹴する。直後に突如、吸血鬼を裏切って女吸血鬼の右腕を切断。氷川に対しても人差指1本のみを斬り落とすことを予告し実行するなど、互角以上の斬り合いを展開するが、般若と同じく氷川に返り討ちに遭い、足首を切断され倒される（死亡描写は無し）。作中では女のような口調だが、体は男のそれである。
牛鬼
蜘蛛の体に牛の頭をしている巨大な妖怪の宇宙人。叫びながらカサカサという音を立てて移動し、無数のクモを弾丸のように放ち攻撃する。戦車砲を初めとした自衛隊の一斉攻撃でも傷一つ負うことなく返り討ちにし、岡の巨大ロボットを壮絶な一騎討ちの末に破壊するが、脱出した岡のZガンで左腕を根元から半ばもぎ取られ、最後はハードスーツによる殴打の連発で頭部を破壊されて倒される。
その他の妖怪（多数）
蛇骨婆、二口女、ろくろ首、餓鬼など様々な妖怪の姿をしている。道頓堀川から集団で出現し、街の人間を無差別に虐殺するが、大半は大阪チームによって殲滅される。体から死んだ魚のような悪臭を漂わせる。間寛平やチャーリー浜を始めとした吉本新喜劇の芸人のギャグを発する妖怪も存在する。

### ラストミッション編
最後のミッション。場所はイタリア。東京メンバーは12人。大阪でのミッションと同様、他のガンツチームも参加。外国からの参加チームも多数あり、多国籍入り乱れる乱戦状態となる。ガンツはバグを起こしたように文字化けし、ミッション開始前の音楽もぶつ切り、部屋の電気は消えているなど、今までのミッションとは違う様相を見せる。また、このミッションは最後まで行われず強制終了となる。採点も最後まで行われることは無く、100点クリア者への報酬も途中でガンツがダウンしたため全員には行き渡っていない。
ダヴィデ星人
イタリア各地に存在する様々な美術品の姿をとった星人。ほぼ全ての星人が、通常のガンツスーツはおろかハードスーツの耐久力すら無視するという、今までの星人とは一線を画す殺傷能力を持つ。なお、過去に行われた星人募集企画ではこのダヴィデ星人が1位を取っており、作者自身も「いつか登場させたい」と言っていた。
ダヴィデ
強制終了直前に玄野たちの前に現れた、ダヴィデ像に翼が生えた姿の星人。腕の一振りで衝撃波を発生させ、辺りの地面を吹き飛ばすほどの攻撃力を持つ。目の前で稲葉を殺害され、激昂した玄野・加藤と戦闘になる。途中で加藤が転送され、残された玄野の左半身を吹き飛ばし追い詰めるものの、玄野のZガンによる反撃で右半身を砕かれ倒される。
その他の石像たち（多数）
スペインの画家サルバドール・ダリの作品『内乱の予感』に描かれている異形の生物、トレビの泉の石像、男女の天使像、子供の天使像などその形態は様々。東京チームが到着した時点で、より強力な武器を持つ各国のガンツチームまでも圧倒している。通常のガンツスーツはおろかハードスーツの耐久力すら無効化され、ガンツソードも簡単に折ってしまうなど、これまでの星人とは一線を画す戦闘能力を誇り、多くのガンツチームを血祭りに上げる。その反面、XガンやZガンであっさり倒されている。

### 玄野星人編（アニメ版オリジナル）
場所はどこかにある10階立ての雑居ビル。メンバーは7人、そのうち、新メンバーは6人。
玄野星人
- 特徴：ちょっとつよい エッチ
- 特技：ちんこおったち
- 好きなもの：巨乳 銃撃戦
- 口癖：殺す! ぶっ潰す!

玄野を標的としたミッションだが、メンバーである殺人犯2人の暴走によって「スーツを着た人間同士の殺し合い」という展開となる。また彼らの前に幻覚が次々と現れ、彼らの殺し合いを促進させている。

### 『GANTZ/MINUS』（ノベライズ）に登場した星人
特徴などの内容は、基本的に原文からそのまま抜粋して記載する。
しょうとく星人
- 特徴：しょうとくたイシに似ている たくさんゐる 杓があぶない
- 好きなもの：聖徳太子。
- 口癖：うまやどッていうな! 憲法十七条発布。キャアアアアアア。

聖徳太子の顔をした星人。台東ふれあい通り商店街に出現。Tシャツにジーンズ、「ぼろ切れのような背広に、妙に真新しいバミューダパンツ」といった現代的な服装をしており、数多く現れる。
人間に対して敵対的なようで、ミッションメンバーを見かけると奇声を上げながら襲いかかってくる。振り回すと強烈な衝撃波を発する杓が武器。
童子
聖徳太子の肖像画に見られる童子の顔をした星人。こちらもTシャツにジーンズ、毛玉だらけの上下スウェットといった現代的な服装をしており、複数存在する。
拳を振り上げただけでスーツ未着用の人間を木端微塵にして殺せるほどの腕力を持っているが、動きは鈍く知能も低いため経験を積んだメンバーにとっては単体だと大きな脅威にならない。しょうとく星人の口から吐き出されることで増殖する。
ボスしょうとく星人
本ミッションのボス。他のしょうとく星人とは違い、一般的によく描かれる聖徳太子と同じ風貌だが、4mはある巨体を持つ。巨大な巻き物を広げて憲法十七条の一節を読み上げ、地表に直線状の爆発を発生させたり、杓から破壊光線を放射してビームサーベルのように地表を薙ぎ払ったりして攻撃するほか、口からしょうとく星人や童子を大量に吐き出す。
石橋に右肩と頭を、大樹に背中やふくらはぎなどを破壊されてもなお動き続けるが、明里に左足を切断されて倒れかけたところをYガンのワイヤーで何重にも拘束され、転送される。
はなこさん星人
- 口癖：はーい

いわゆる「トイレの花子さん」のような、おかっぱの少女の姿をした巨大な星人。人語を的確に話せる程度の知能はある。開始当初は巨大なトイレの個室らしきものに隠れており、他の星人たちに呼び出されるようにして姿を表す。他の生物を食べるほど体が大きくなる。
自分を呼び出した星人たちを捕食してさらに巨大化し、さらなる獲物を求めてガンツメンバーも捕食しようとする。腕や舌をゴムのように伸ばして暴れ回るが、明里によってYガンで何重にも拘束され、転送された。
その他の星人
口裂け女や人面犬など、都市伝説や学校の怪談などに登場する怪物の姿をした星人。
行動もほぼ都市伝説のものを踏襲している。
トラ星人
- 特徴：トラ 動物ッぽい くさい
- 好きなもの：肉
- 口癖：うがーッ

動物園の虎に擬態していた星人。知能が高く人語を理解しており、<鍵>の存在も知っていた。巨大な虎から人間に近い体に変形し、最終的には周囲の星人たちを吸収して、腕や触手が無数に生えた姿となった。
和泉たちをギリギリまで追い詰めたが、大樹が作成したトラップにかかって動きが鈍ったところで、明里によってYガンで捕獲・転送された。
その他の星人
トラ星人同様園内の動物に擬態した星人たち。肩高2mほどのカピバラや全長3m以上のマレーバク、鼻がゴムのように伸びる象、猿の体に昆虫の顔で口から蛸の足のような触手を出す星人、灰色熊、金色の体毛を持つ天狗鼻の猿とその手下らしき無数の猿、突進してくる大柄なカバなど。一部は「おまえかー！」「こいツか？こいツだー！」など、誰かを探しているかのような言葉を叫ぶ。
ひょうほん星人
- 特徴：人体標本 つよい ずるがしこい
- 好きなもの：人間の身体 暗いところ

人体標本のように全身の筋肉が剥き出しになった姿をした星人。何も持っていない1対の腕と、スーツの防御力を無視する鋭いメスを持った1対の腕に加え、胸許からは鋭利な手術器具を持った細長い副腕を無数に生やしている。トラ星人のミッション終了後、突然追加されたミッションにおいてターゲットとされた。
知能が高く残忍な性格で、人間を生きたまま解体することを好む。人語を理解している上に、解体した人間の皮膚を被って本人に成りすますことができる。身体能力も高く、XガンやYガンなどのロックオンを無効化する装置まで持っていると隙のない強敵だが、唯一強い光だけは苦手としている。
<鍵>と呼ばれる人物（クロノケイ）を殺すためにガンツメンバーに成りすまそうとしており、たった1体でメンバーのほとんどを殲滅した。当初の目論見通り懐里の皮膚を手に入れるも、それが戦闘で破れてしまったため、代わりに大樹の皮膚を狙う。最後は大樹によってYガンで捕獲・転送された。
未来を見せる能力があり、和泉に「全世界を襲う巨人に立ち向かうガンツメンバー」と「和泉の最期」という2つの未来を見せる。懐里のことを知っていた他、転送される直前には「<カタストロフィ>は迫ッている。神は見ている、この世界を。おまえの勝利など、その前にはなんの意味も持たない」と言い残した。
ジーンズ星人
- 特徴：つよい ごつい
- 好きなもの：デニム
- 口癖：ゴーマリィソン

ジーンズとスニーカーを履いたゴブリンのような外見の星人。新宿駅東口などに多数出現しており、体格も大小様々。腕力が強い以外の能力は無く、しょうとく星人と同じく「数で押すタイプ」とのこと。ボス（特大サイズ）もいたようだが、氷川に斬殺されていた。
漫画本編でも和泉の回想シーンに登場している。特徴などのデータは『GANTZ/MANUAL』にて判明。

### 『GANTZ/EXA』（エクサ）に登場した星人
まんざい星人
- 特徴：ぼける　打たれづよい　口がくちい
- コンビ名：だぶるぼんぼん
- 好きなもの：お客さまの笑がお
- 口癖：もう戦争だよー

まんざい星人（ボケ）
三本ラインのジャージにあばた顔の、売れないお笑い芸人のような外見をした星人。
最初は一人で現れて周りも顧みずに延々と漫談を続けていたが、ネタがウケなかったと見るや突然巨大な顔の怪物じみた姿に変貌し、人を襲い始めた。
日本語で話しはするものの、「つけっぱなぱな、フルーツの王様パイナップルもぐもぐ」「ボクとコンビに」など、漫才のボケの部分だけを延々と繰り返し続けるなど言動には脈絡がない。
宇宙服の強化繊維を引き裂き、ヘルメットを噛み割ってしまうほどの顎の力を持つ。またガンツの説明通り打たれ強いようで、後頭部をXガンで撃たれても平気だった。
まんざい星人（ツッコミ）
ボケと同じ三本ラインのジャージを着た痩せぎすの男。ボケの相方役。
貫手による文字通りの「鋭いツッコミ」が武器で、宇宙服はおろかガンツスーツさえ切り裂いてしまうほどの切れ味を持つ。
ボケと合流してからは漫才をしつつ道行く人を無差別に惨殺していたが、最後はナガトモによってYガンでボケもろとも捕縛され転送された。

おはなばたけ星人
- 特徴：つよい いいにおい ひゃっかりょうらん
- 花ことば：あなたのとりこ

河川敷に出現した植物タイプの星人。攻撃的で、人間を殺害してその死骸を養分に生長する。
棘や鈎を大量に備えた蔦やハエトリグサのような捕獲器から分泌される消化液など、スーツの防御力も意に介さない多彩な攻撃を仕掛けてくる。
また高度な擬態能力を備えており、人間の心理を読み取って大切な人の姿に化け、獲物をおびき寄せる。
弱点は生長が非常に早いために有害物質の影響を受けやすいことで、食塩水を浴びただけでも一瞬のうちに枯死してしまう。
巨大花
おはなばたけ星人のボス。グロテスクな花を咲かせる巨大な蔓植物で、全体からヘドロのような腐臭を漂わせる。長年の間病院に擬態していた。
花から散弾のように大量の胞子をばら撒き、人間を苗床として繁殖していく。
また下水道には人間の水死体のような見た目をした根が張り巡らされており、地下の人間にも攻撃を仕掛けてくる。この根には異常に肥大化したゴキブリや蛆などの虫が住み着いている。
Xガンによるダメージもほぼ受け付けず胞子によってミッションメンバーや一般人を大量に殺戮したが、最後は堤防の決壊によって工場排水に根を浸され、あっという間に枯れた。

まとりょーしか星人（5体）
巨大なマトリョーシカの姿をした星人。アドルフ・ヒトラーやスターリンなど、デフォルメされた古今東西の独裁者（他にもムッソリーニ、金正日、サダム・フセイン、ポル・ポト、ムシャラフ、ムガベ、毛沢東など）が描かれている。
本物のマトリョーシカ同様入れ子構造になっており、外殻を破壊される度に一回り小さくなる。外殻はかなり頑丈で、Xガンの連射でやっと破壊できる程度。
最初のうちは何もせずオカマ口調で口うるさく喋っていただけだったが、小さくなる度にすばしっこく、さらに積極的に動きまわるようになり、その巨体で次々とミッションメンバーを押しつぶしていった。
激しく飛び跳ねる、高速で転がりまわる、七転八倒して周囲をめちゃくちゃに破壊するなど、動きは個体によって異なる。

しちふく星人
加藤が送られるはずだったミッションのターゲットだった星人。宝船のような乗り物に乗っていた。

別の時間軸でナガトモたちが経験したミッションに登場した星人
ほうたい星人
博物館でのミッションに出現。ミイラやアヌビス・オシリスなどの神像、スカラベなど古代エジプト文明にちなんだ外見をしている。
ぎろちん星人
顔だけを頭巾で隠したマッチョ男の集団。断頭台や頭蓋骨粉砕器などの処刑道具や拷問具を武器としている。
さしみ星人
ホオジロザメやピラニアなど、魚のような姿をした水陸両用の星人。ナマズかウツボのような細長い姿をした、人間の体内に入り込んで食い荒らすことを得意とする個体もいる。
ムシ星人
目玉模様のある翅をもった、巨大な蝿のような星人。口吻から生えた針で人間の頭を刺し、中枢神経を麻痺させて昏睡させ卵を産み付ける。
らくえん星人
天使のような高周波の鳴き声をもつ、両性具有の少女の姿をした星人。ミッションメンバーによって一方的に殺戮されていた。
じゅんいち星人
猿人や首長竜など、有名なUMAの姿をした星人。繁華街のビルの間に出現し、高密度状態で暴れまわった。

たまご星人
- 特徴：とてもつよい えろのけっか　みんなもともとたまご
- 口癖：せいちゃん♪らんちゃん♪
- すみか：中野区上高井町2-49-7スカイコーポ309号

ラストミッションのターゲットとなった星人。得点は300点。
表示された住所と星人の画像はナガトモの妻であるユイのものであり、ユイにもミッションメンバーの姿は見えていたが、実は星人が彼女に寄生していただけだった。
正体はユイの腹帯に描かれていたロゴマークのキャラクターであり、全長はそれぞれ1cmほど。「トぴチョういち」「ランね」など意味不明な鳴き声を上げながらちょこまかと走り回る。
そのままでは逃げるばかりで何もしてこないが、二匹が「受精」することで波高10mにも達する「赤ん坊の大津波」を生み出す。
屍食鬼
「受精」によって生み出された赤ん坊が急成長した姿。腕や足が複数ある、虫や魚などと混ざった姿をしているなどそのどれもが異形であり、過去のミッションで命を落としたメンバーと同じ顔をしている。
巨大岸本恵
赤ん坊が「受精」し、巨大な受精卵となった月が「孵化」して生まれた謎の存在。岸本とまったく同じ姿をしており、微動だにせずまっすぐに地球へ落ちてくる。
相当の質量を持ち、地球に接近するだけで異常な潮汐力により海は干上がり、鳥はバランスを失って墜落する。地球に衝突すれば人類の滅亡は免れないのではないかとまで推測されていた。

## カタストロフィ
ラストミッション終了後、空が一面血のように赤く染まり、世界各地に謎の飛行物体が出現。上空から次々と降下する巨大兵器群と空を覆う飛行物体によって、アメリカ合衆国、中国が壊滅する。その脅威は日本にも到来し、東京、大阪、福岡、広島など日本各地で攻撃が始まる。圧倒的な戦力を持つ文明の前に自衛隊も一方的な敗北を喫する。侵略の理由は、彼らの住む惑星が何世代も昔に消滅し、スペースコロニー内の都市での生活を強いられていたため、それを解決するために地球へ移住してきたとされている。カタストロフィとは、彼ら巨人たちによる全世界同時襲撃、すなわち「地球への侵略戦争」のことである。一旦は圧倒的な軍事力で地球を蹂躙し尽すも、ガンツチームが対抗して彼らのコロニーに乗り込んでいる隙に地球人と和解したかのようなプロパガンダを放送し、以後表向きは攻撃しない姿勢を取っている。これにより全ガンツチームは風評被害の的にされ、大多数の地球人をも敵に回すことになってしまう。
巨人族
スペースコロニーの都市で生活を営む巨大な地球外知的生命体。彼らは地球人と同じく二足歩行をし、腕も2本。頭身のバランスなども同様であるが、指は6本、鼻腔と目が4つ（地球人同様に顔面に2つのほか、左右こめかみに1つずつ）、犬のような尖った耳が側頭上部に存在する。進化の過程や寿命などは不明。そして何より地球人とは比較にならないほど巨大な体躯を持つ。彼らは地球人より遥かに高度な文明レベルを誇っており、スペースコロニーや多数の兵器の性能を見てもその技術水準の高さが窺える。かつて彼らが住んでいた惑星系が何世代も前に消滅してしまったことによりスペースコロニー内での生活を余儀なくされてしまい、そのためコロニー内部には地球と同じように1つの社会が形成され、警察や軍隊などの職務に従事するなど、それぞれの役割を果たしながら生活している。またファッションや芸能と言った娯楽も存在するようで、生活体系は地球の先進国における人々のそれに非常に近い。コロニー内部はJR京都駅などをモデルに描かれている。彼らは地球人を「小動物」や「虫」程度にしか認識しておらず、スペースコロニーへ持ち去り屠殺するだけでなく、様々な残虐行為を平気で楽しむ（「GANTZの登場人物」を参照）。巨人たちが腕に着用している小型の端末は、画像の撮影や他者との通信など、携帯電話に似た機能を持っている。さらには現地の生物との会話をも可能にする言語翻訳機能のほか、脳内に記憶された人物などの形状データをパソコンに似た機器に送信し、画像入力することも可能。だがこれらの技術は、彼らにとっては子供のおもちゃ程度のものでしかないという。
巨人兵士
全身を覆う大柄なアーマードスーツ（以下アーマー）を装着した巨人族の兵士（歩兵）。装備している銃から円盤状のカッターを射出し、人間を斬殺する。前述した巨大歩行兵器が建築物の破壊を担当し、巨人兵士は地球人の駆除を担当している。そのアーマーは機関銃や砲弾などの通常兵器ではほとんどダメージを与えることが出来ず、ただの軍隊では彼らを殲滅することはまず不可能に近い。だが、Zガンによる攻撃を一発受けるとアーマーは破壊され、中から人型の本体が現れる。その肉体は鍛え上げられた兵士に相応しく筋骨隆々であり、アーマーを脱いでも体の各部分に武装が施されているため、手首の装置から指先に電撃を溜めて発射するという攻撃手段も備えている。なお、この電撃も非常に強力で、ガンツスーツの効果も無力。同じく手首にある装置から敵の情報を味方に送信することも可能。だが彼らが生身であれば、ZガンやXショットガン、ガンツソードで容易に倒すことが出来る。
下級兵
円盤状のカッターを射出する銃を装備した兵士。獣と共に人間たちを襲撃する。撃ち出すカッターはガンツスーツの効果を無視し、一撃で切断する。通常時は顔を含む全身がアーマーに包まれているため、彼らの表情をうかがい知ることはできない。
上級兵
下級兵と違い素顔を晒して戦闘に臨む。武器を持たず、素手での肉弾戦を得意とする。着用しているアーマーは下級兵のものとは異なっており、下級兵のアーマーが黒く濁っているのに対し、上級兵のアーマーは全体的に輝いている。さらに装甲も下級兵のものより頑強さが増しており、特に脚部の装甲が分厚くなっている。違いは外見だけでなく、その性能も下級兵のアーマーとは一線を画す。XショットガンやZガンによる攻撃を容易に回避するスピードと、スーツ着用済みのガンツ戦士を一撃で即死させるパワーを併せ持っている。
飛行兵器
空を覆い尽くすほど出現した宇宙人の戦闘機。およそ1800ノット（約マッハ2.7）で空を飛行し、アメリカ海軍の空母を撃沈し、アメリカ空軍や航空自衛隊の戦闘機を容易に撃墜する。後尾にあるレーザー状の網で対象を捕縛しながらの移動が可能。自衛隊戦闘機を多数捕獲し移動している飛行兵器が確認されている。
巨大歩行兵器
空から流星の如く飛来した兵器。飛来してくる際には2体が背中合わせで接続されており、地上で活動を開始すると同時に2体に分かれる。右腕が巨大な砲身となっており、一撃でビルを崩落させる威力を持つ。世界各地で建物を破壊しながら進撃を続ける。二足歩行の人型、上半身が人型で下半身が四足歩行のケンタウロス型がある。
なお、コロニー内の空間圧縮施設を守るための戦力として、周辺の海中に多数配備されている。
生物兵器
兵士の補助として作戦行動を行う。種類やサイズ共に様々で、作戦ごとに使い分けられている。
猟獣
兵士が地上に降りるのとほぼ同時に襲撃してきた四足歩行の生物。犬とも熊ともつかない体形であり、体毛は無い。直接人間を殺傷する描写は無いが、牙を向けて檻の中へと追い込む猟犬的な役割を持つ。
キマイラ
人間に似た体形に、臀部から蟻の腹部や蜘蛛の足のようなものが伸びた異形の生命体。主に巨人兵士が入れないような地球人の建物内に集団で転送され、目標を殲滅する。知能は高く、二足歩行を行い、背中にエネルギーポッドと見られる円筒形の物体を横向きに装備し、銃器と艤装された頭部より光線を発射し、攻撃してくる。彼らの使用する銃器は、下級兵が所持しているそれを小型化したもの。
双頭の獣
食肉工場にて警備員らしき2人の巨人と共に登場し、捕獲されていた地球人を救出していた加藤たちを襲撃する。体躯は巨人族ほどで、筋骨隆々の人型の体の上に禍々しい狛犬ともつかない頭部を2つ持つ。この頭部はバランスよく配置されているわけではなく、中央にある頭部の右側にもう一つあり、顔はほぼ同じで図太い髭が生えている。手の部分には指が無く、人差し指の位置から巨大な鉤爪が1本生えている。足の指は3本で、同じく先端が鉤爪となっている。野獣のような咆哮を上げ、手の鉤爪を振り回して攻撃してくるが、戦闘力は高いとは言えず、加藤たちガンツメンバーは唯一人の犠牲者を出すことなく、前嶋と風の連携により二つの頭部を破壊され絶命。
カマキリ
巨人族の宇宙船内に配備されており、侵入者や脱走者を駆除する。肉がほとんどない人骨のような体形で、頭部は横に広い。体高は巨人族よりやや低いが、戦闘力は極めて高く、細い腕を鞭のように振り回して繰り出す攻撃はハードスーツでさえ防ぐことが出来ず、一瞬で粉砕される。またYガンの捕縛をいとも簡単に引きちぎり、Zガンの連続攻撃も全く効果が無い。だが首の後部にピンポイントで弱点があり、そこを攻撃することによりあっさり殲滅が可能。
巨大砲台
コロニー内の空間圧縮施設を守るための最終兵器。当施設周辺に数門存在し、基部には数十人ものアーマーを装着した巨人兵士が護衛のため配置されている。その破壊力はガンツの巨大ロボットすら一撃で粉砕してしまうほど。財閥の要人たちが戦闘を鑑賞しているビルの一室において「街ごと破壊する規模の兵器」という報告がされている。
スペースコロニー
東京上空に出現した巨大な宇宙船。東京だけでなくアメリカのニューヨークにも降りている。空間圧縮装置により、中は外見よりも遥かに広く、港湾やビル街が広がっており、巨人たちの生活の場となっている。居住区の地下には生物を食料として加工するための設備が整えられており、捕獲した大勢の地球人をここに持ち込み、殺菌、洗浄、屠殺、血抜きなどを行う。宇宙船の中には動物園のような娯楽施設もあり、食用としてではなく鑑賞用として連れて来られる地球人たちもいた。
スペースコロニーの中心に立つ巨大で長い柱が心臓部となっており、そこを破壊されるとスペースコロニーは破壊される。
最終的に玄野がイヴァ・グーンドを殺害した直後に巨人族の上級兵が自ら首を斬りつけ自害し、スペースコロニーに巨人族の一般人が大勢乗っているにもかかわらず、自爆される。

## 武器とアイテム

### 標準装備
メンバー全員に無条件で提供される装備で、ガンツスーツ、コントローラー、Xガン、Xショットガン、Yガン、ガンツソードがこれに該当する。ミッション内容の提示がなされた後にガンツ本体の左右と背面が勢いよく開くとそこはウェポンラックとなっており、左右ラックには武器、背面ラックには、そのミッションに召喚された者たちの着用するスーツの入ったアタッシェケースが収納されている。スーツは全員分が用意されているが、武器は全員フル装備で賄えるだけの数は無い。なお、これらのアイテムはミッション終了後にガンツの部屋から持ち出すことが可能だが、ミッションへの転送時に所持していなければ丸裸での戦いを強いられることとなり、それは死を意味する。また日常生活においての使用も、ガンツの機密保持に関わらない限り可能である。銃はいずれもトリガーが2つあり、上のトリガーがロックオン用、下のトリガーは発射用となっている。
ガンツスーツ
球体の中のアタッシェケースに収納されているパワードスーツ。上下ツーピースから成り、頭部を除く全身を覆い、手の部分は手袋のように着脱できる。強靭な人工筋肉で構成されており、着用すると身体能力と防御能力が飛躍的に高まる。吸血鬼はガンツスーツを指して「黒い機械の服」と表現している。
ガンツに召喚された人数分だけ用意されており、ケースの名前の主の身体にジャストフィットしている。大腿部にXガンやYガン、ガンツソードのグリップを収められるホルスターを装備可能。
内部は特殊なゲル状の物質で満たされており、筋力や精神力の向上によって機能が発動、その際スーツが盛り上がり、表面に無数の筋が隆起する。岩塊を発泡スチロールのように圧潰させたり、巡航速度で走行中の自動車をも上回るスピードで走ることが可能で、高所から着地する際には脚部から高圧の気体を噴射し衝撃を吸収する。また、衝撃や圧力に対しても自動的に防御効果を発揮、剥き出しである頭部も防護される。超音波や高温の炎などからも人体を保護し、Xガンによる射撃にも耐えるが、後述するように内部的にはダメージが蓄積するようであり、小島多恵編でXガンを連射されたメンバーはスーツが破壊されている。
他にはコントローラーから「ステルスモード」を起動させて透明化する光学迷彩の機能もあり、ガンツメンバーや吸血鬼たちはこれを「周波数を変える」と言っているが、その周波数が何を指し、いかなる原理で透明化しているのかは不明。当初、ガンツメンバーたちはミッションにおいてガンツ側で周波数が設定されており、一般人からは見えず、音さえ聞こえない状態であったが、物理的に接触は可能なため単に存在を秘匿しているだけであり、異次元に消えているわけではない。また、ステルスモードを起動させると一般人やほとんどの星人はもとより、元々ガンツによって不可視化されているガンツメンバーに対しても不可視化されるため、視覚的に捉えられなくする周波数にはいくつかあると考えられる。ステルスモードが解除される際には、スーツ表面にショートしたかのような光が走る。
スーツの耐久性能には限界があり、一定以上のダメージを受けると過負担が掛かって、スーツ各部のレンズ状のポイント（「メーター」）からゲル状の物質が漏出し、機能を失う。メーター自体を破壊されると負荷値と関係なく即座に機能が失われ、ステルスモードを起動させている場合には一気に姿が露呈する。スーツの損傷および蓄積したダメージはガンツの部屋へ転送された際には回復している。機能はメーターのある部位ごとに独立しており、腕部が破損しても脚力のメーターが無傷であればその部位の機能は保持されるため戦闘は続行可能。
なお、老若男女・種族に関係なくオーダーメイドとなっているため、他者のスーツを着用してもスーツの効果は得られない。一見、コスプレのような外見なので、初めてミッションに参加する人間は大抵このスーツを着たがらない。体にぴったりフィットするサイズであり、着用する際には一度全裸になる必要がある。
アニメ版ではただ着用するだけでは力を発揮できず、昂揚や性的興奮などの力が働かなければただの服だという設定にされている。
Xガン
メンバーが一般的に使うハンディサイズの銃。太い円筒形の本体にグリップをつけたような形状。射程は短いが軽量でコンパクトなので初心者でも取り扱いが容易。なおスーツのホルスターに納めることも出来る。撃った対象を内部から爆発させることができ、生体に使うと命中部分が破裂する。だが、着弾してから効果が発現するまで数秒のタイムラグがあり、その間、敵に通常の活動を許してしまう。上部にあるダイヤルでエネルギーの放射量を調節可能。また本体後部のモニター画面には対象を透視するレントゲン機能を備え、相手の弱点を探ることも出来る。発射時には銃身冷却のため、本体部分の前後2箇所が展開し、X型に変形する。トリガーが2つあり、上のトリガーがロックオン用、下のトリガーは発射用となっている。基本的には「上のトリガーでロックオンして、ロックオン状態で上下のトリガーを引く」というプロセスで使用され、発射されたエネルギーは、発射時の銃口の向きに関係なく命中する。ロックオンしてから上下トリガー併用による発射までは、任意で時間差を設けることが可能であるが、戦闘時においては「上のトリガーを引いてロックオンしたまま下のトリガーを引く」という簡略化されたプロセスでも使用されることも多い。応用として、複数の対象をロックオンしてから発射するチャージショットも可能。
「Xガン」の名称は、透視機能にちなんだレントゲンの「Xレイ」と、発射時の「X型」の形状から加藤が命名する。
Xショットガン
強化型のXガン。Xガンをベースに、フォアグリップ（本体の前部にあるスライド）付きの長い砲身とオフセットされた可動式スコープ、ストックを追加した構造になっており、外観は戦闘用ショットガンのような形をしている。Xガンより威力と精度が高く、射程距離は1km以上に及ぶ。本体後部のモニター画面の他に、アームで保持されたスコープが付いている（左右どちら側にもセットが可能。スコープの画面は本体後部と共通のモニター）。長射程を利用した遠距離攻撃が可能なため、スナイパーライフルとして使用することも可能。基本的にはスコープを使用しなくても撃てる。銃身が長い分、接近戦ではXガンより取り扱いが難しいが、重量は意外と軽く片手でも使用できる。他の銃と同じく、複数の対象をロックオンするチャージショットが可能。ダイヤル調整のエネルギー放出量とは別系統で、フォアグリップによりエネルギーの収束率を変化させることができる。スライドを手前に引くほどエネルギーが収束するが、着弾した際の破壊範囲は収束させない場合に比べると狭くなる。
作中では命名されずじまいだった。
Xガン共々大阪編以降はガンツソードや後述の100点メニューの追加装備にポジションを奪われることが多くなり、出番が減少した。
Yガン
中距離用の銃だが、標的を捕獲・転送するための武器であり、殺傷機能を持たない。3つの砲身がYの字状に配置された特徴的な外観を持つ。他の銃と同様、本体後部にレントゲン機能のモニター画面を備えている。上下のトリガーを同時に引くと、3つの砲身がブローバックして、それぞれの銃口から実弾式の「アンカー（アンカーボルト）」が3発同時に射出される。アンカーはそれぞれレーザー通信により同期しており、スラスターの内蔵により自己推進が可能。目標付近でワイヤーを実体化させ対象を緊縛し、アンカー自体は地面に固定することにより拘束する。さらにその状態で下トリガーを引くと、相手を「上」（西による推測）に転送することが可能。発射前に上トリガーでロックオンしておけば、アンカーが目標を自動的に追尾して拘束することもできる。ロックオンせずに上下トリガーを同時に引いて発射した場合、アンカーは一直線上に飛行して「外れる」こともある。ほとんどの星人をこの銃によって拘束することができるが、転送中に拘束部位を離断して回避する星人や、実力でワイヤーを切断する星人なども稀に存在する。
作中では命名されず、「捕獲用の銃」と呼ばれている。また、作中では、「上」とは実際にはどこに転送するのか、何のために転送するのか、理由は最後までわからないままだった。
コントローラー
メンバーをサポートするためのウェアラブルアイテム。敵の位置を表示する「レーダー機能」や「制限時間表示機能」「戦闘エリア表示機能」などが備わっているほか、スーツの「ステルスモード」を起動させて光学的な周波数を変えることで使用者の姿を不可視状態にできる（接触していれば第三者も不可視効果を共有できる）。フレキシブルアームでリストバンドと繋がっており、手首に装着して軽く振ることで収納も展開も自在に行える。一部の機能はガンツバイクにも実装されている。
アニメでは長方形に近いシンプルなデザインになっている。
ガンツソード
近 - 中距離戦闘用の刀。銃器類と違って使いこなすことが難しい上級者向けの武器。片刃の曲刀で形状は日本刀そのものであり、そのため切断性能が極めて優れている。柄から刀身までの全体が黒色であり、通常はグリップ部分（柄と鍔）のみの状態で、スイッチを押すと一瞬で刀身が出現する。刀身は伸縮自在であり、巨大な星人に匹敵する長さまで伸ばすことが可能だが、その状態ではかなりの重量があり、スーツのパワーアシスト機能なしでは振り回すことは難しい。コンクリートや鉄道車両さえ一太刀で両断できるほど鋭利かつ堅牢である。ガンツバイクが格納されている部屋の床に数振置かれている。
オニ星人編以降、作中では非常に使用頻度の高い武器となっており、その威力と性能の高さから巨人族との戦闘において最も多用され、標準装備でありながら強化装備のZガンを超える戦果を上げている。
ガンツバイク
ガンツの部屋の奥にある扉の中に格納されている特異な形状のモノホイール（単輪）バイク。巨大なホイールの内側に搭乗する格好で操縦する。操縦席にはモニターが付いており、ホイールによって塞がれた視界前方をカバーする。また車体の後部には後ろ向きのタンデムシートがあり、同乗者を乗せることで走行しながら後方の敵を攻撃することも可能。ただし、このタンデムシートにはシートベルトのような落下防止用の保護設備が搭載されておらず、強い衝撃で車体が浮くと振り落とされる危険がある。ゲーム版では後述の100点メニューの追加装備になっている。

### 追加装備
100点メニューの2を選ぶことで提供される殺傷力や機動性の高い装備。劇中では「より強力な武器」と呼ばれる。
Zガン
グリップを間に挟んだ形状の双銃身の大型銃。円形の高圧エネルギー（グラビトン）を標的直上より不可視状態で降下させて標的を圧潰する武器であり、着弾地点は円柱状に掘削されたような状態になる。トリガーは2つで、他の銃と同じく片方はロックオン用。その汎用性と殺傷力の高さから追加装備の中では最も使用頻度が高く、転送時に持っていれば本来の所有者でなくても使用することが可能である。
飛行ユニット
空中を自在に飛行できる機械。外観はガンツバイクを元にいくつかのユニットを追加した形状になっている。巨大ロボットの操縦席にもなる。他にも、巨人の宇宙船からそのまま宇宙を通って地球に行く描写があるため、搭乗者にダメージを与えず大気圏を突入できるなど、様々な性能がある。
ハードスーツ
多様な武器が搭載された強化型ガンツスーツ。ゴリラのように太く長い腕が特徴で、顔面を含む頭部がヘルメットに覆われている。使用者の手の動きにリンクするジェット噴射装置が装備されており、これを使用することでパンチ力が加速・強化される。さらに肘には鋭利で長大な刃、掌にはエネルギー発射口があり、このエネルギー発射口からは標的の部位を削り取るような光線が射出される。顔全面を覆い尽くすマスクが装着されており、このマスクの眼部はXガンと同じく、レントゲンのように対象を透かして見ることが出来るため、相手の急所などの弱点探索を行うことが出来る。後頭部には巨大ロボットを操作する多量のドッキングコードが接続されている。さらに耐久力も通常のスーツに比べ格段に上がっており、通常のスーツでは一瞬しか防げない攻撃にも余力を持って耐えられる。
大阪編で初登場し、大阪チームの岡八郎がこれを装備してぬらりひょんと死闘を繰り広げた。しかしぬらりひょんの猛攻を抑え切ることはできず破壊されている。こうした経緯から加藤からは「岡のスーツ」とも呼ばれている（291話）。イタリア編ではハードスーツ装備者の死体を加藤が見つける形で再登場し、東京チームにイタリアミッションの凄絶さを印象付けた。カタストロフィ編では財閥チームの男が腕だけを転送して装備し、巨人下級兵を退けつつ巨人上級兵2人と互角に戦った。コロニー内の戦闘では装備者二組が巨大生物と戦ったものの、そのうちの一人が一撃で倒される結果に終わっている（349話）。玄野と西もこのスーツを装備し、激闘を演じた（364話）。
ガンツロボ
後述のハードスーツから接続されたケーブルによって操作できる巨大なロボットで、ガンツの最大兵器である。不可視状態になることができる。耐久力はさほど高くない。なお、不可視状態が解除された際に、衆人から「ガンダム」や「トランスなんとか」などと形容されている。
カタストロフィでは岡が使用していたものよりもさらに巨大な上位機種も登場する。頭部がコクピットになっており、ハードスーツを着た操縦者が床に取り付けられた飛行ユニットに座り、自分の意志のみで動かす仕組みとなっている。操縦者には巨大ロボットの視点の高さから送られてくる映像がハードスーツのヘルメット内に映し出されるため、あたかも自分自身が巨大化したような感覚で操作できる。ガンツの制御法に精通していれば遠隔での操縦や自爆も可能であるが、その場合搭乗者の自由行動は制限される。下位機種に比べて耐久力が高いが、コクピットは吹きさらしになっており、外から簡単に侵入されてしまうという弱点がある。

## 超能力
桜井弘斗・坂田研三が使用する能力。能力は能力者から伝授される形で身につく。謎が多く、作中でもその原理は解明されていない。また、伝授の際には能力者の脳の一部を移植する必要があり、桜井もいつの間にか「視床下部と大脳基底核の一部をちょっぴり」移植されている（坂田の発言より）。
彼らの能力は、手を触れずに対象物を浮遊・移動させたり、Xガンのように対象物の内部を透視・目標部位を破壊するものがある（セバスチャンはこれらの超能力と似た現象を菊池に披露する）。ミッションにおいては星人の心臓を握りつぶし、人間や人型の星人は脳血管を切るなどして倒している。超能力を使う度に鼻などから血が出る描写が多く、超能力を使えば使うほど内臓に負担がかかり、自分の内臓はもはや老人と同じであると坂田が説明している。また、ガンツの転送でも超能力による内臓へのダメージを消去することは出来ない。カタストロフィ編では桜井が巨人への復讐心に燃えるのを皮切りに、ガンツスーツでも防げない巨人の電撃をバリアのようなもので防ぎ、巨人族の巨大な身体をノーモーションで捩じ切り、数人の巨人族を一度に殺害するなど劇的な能力向上を果たす。さらに、巨大ロボットに乗せられた際には、その手を介して敵の巨大歩行兵器をバラバラに破壊している。

## 書誌情報

### 漫画
ヤングジャンプコミックス
- 奥浩哉『GANTZ』集英社〈ヤングジャンプ・コミックス〉、全37巻
  1. 2000年12月11日発売、ISBN 4-08-876105-7
  2. 2001年3月19日発売、ISBN 4-08-876139-1
  3. 2001年6月19日発売、ISBN 4-08-876163-4
  4. 2001年10月19日発売、ISBN 4-08-876217-7
  5. 2002年2月19日発売、ISBN 4-08-876267-3
  6. 2002年5月17日発売、ISBN 4-08-876293-2
  7. 2002年9月19日発売、ISBN 4-08-876342-4
  8. 2003年1月17日発売、ISBN 4-08-876388-2
  9. 2003年5月19日発売、ISBN 4-08-876442-0
  10. 2003年8月19日発売、ISBN 4-08-876486-2
  11. 2003年12月18日発売、ISBN 4-08-876538-9
  12. 2004年3月19日発売、ISBN 4-08-876578-8
  13. 2004年5月19日発売、ISBN 4-08-876608-3
  14. 2004年7月16日発売、ISBN 4-08-876637-7
  15. 2004年12月17日発売、ISBN 4-08-876717-9
  16. 2005年4月19日発売、ISBN 4-08-876780-2
  17. 2005年7月19日発売、ISBN 4-08-876826-4
  18. 2005年11月18日発売、ISBN 4-08-876881-7
  19. 2006年6月19日発売、ISBN 4-08-877069-2
  20. 2006年12月19日発売、ISBN 4-08-877187-7
  21. 2007年5月18日発売、ISBN 978-4-08-877276-9
  22. 2007年11月19日発売、ISBN 978-4-08-877349-0
  23. 2008年5月19日発売、ISBN 978-4-08-877445-9
  24. 2008年10月17日発売、ISBN 978-4-08-877511-1
  25. 2009年2月19日発売、ISBN 978-4-08-877597-5
  26. 2009年6月19日発売、ISBN 978-4-08-877668-2
    - レイカ ガンツスーツver.figma付初回限定版が同時発売されている。

  27. 2009年10月19日発売、ISBN 978-4-08-877721-4
  28. 2010年5月19日発売、ISBN 978-4-08-877854-9
  29. 2010年9月17日発売、ISBN 978-4-08-879025-1
  30. 2011年1月19日発売、ISBN 978-4-08-879088-6
  31. 2011年4月19日発売、ISBN 978-4-08-879129-6
  32. 2011年8月19日発売、ISBN 978-4-08-879185-2
  33. 2012年1月19日発売、ISBN 978-4-08-879255-2
  34. 2012年5月10日発売、ISBN 978-4-08-879328-3
  35. 2012年10月19日発売、ISBN 978-4-08-879438-9
  36. 2013年3月19日発売、ISBN 978-4-08-879588-1
  37. 2013年8月19日発売、ISBN 978-4-08-879627-7

GANTZ/OSAKA
- 奥浩哉『GANTZ/OSAKA』集英社〈愛蔵版コミックス〉、全3巻
  - 大阪編をヤングジャンプと同じB5版で再録したもの。1巻の冒頭と3巻の巻末に計50ページ分の新規エピソードを追加し、細かい点で加筆修正を施している。

  1. 2010年10月20日発売、ISBN 978-4-08-782343-1
  2. 2010年11月19日発売、ISBN 978-4-08-782354-7
  3. 2010年12月17日発売、ISBN 978-4-08-782355-4

集英社文庫(コミック版)
- 奥浩哉『GANTZ』集英社〈集英社漫画文庫〉、全18巻
  - 大阪編で追加されたエピソードも含まれている。

  1. 2015年12月18日発売、ISBN 978-4-08-619596-6
  2. 2015年12月18日発売、ISBN 978-4-08-619597-3
  3. 2016年1月15日発売、ISBN 978-4-08-619598-0
  4. 2016年1月15日発売、ISBN 978-4-08-619599-7
  5. 2016年2月18日発売、ISBN 978-4-08-619600-0
  6. 2016年2月18日発売、ISBN 978-4-08-619601-7
  7. 2016年3月18日発売、ISBN 978-4-08-619602-4
  8. 2016年3月18日発売、ISBN 978-4-08-619603-1
  9. 2016年4月15日発売、ISBN 978-4-08-619604-8
  10. 2016年4月15日発売、ISBN 978-4-08-619605-5
  11. 2016年5月18日発売、ISBN 978-4-08-619606-2
  12. 2016年5月18日発売、ISBN 978-4-08-619607-9
  13. 2016年6月17日発売、ISBN 978-4-08-619608-6
  14. 2016年6月17日発売、ISBN 978-4-08-619609-3
  15. 2016年7月15日発売、ISBN 978-4-08-619610-9
  16. 2016年7月15日発売、ISBN 978-4-08-619611-6
  17. 2016年8月18日発売、ISBN 978-4-08-619612-3
  18. 2016年8月18日発売、ISBN 978-4-08-619613-0

### ノベライズ
GANTZ/MINUS
漫画本編が3ヶ月の休載の間、『週刊ヤングジャンプ』にて連載された。本作品オリジナルの主人公を軸とした、第1話の地下鉄事故以前の物語であり、和泉と西の過去も描かれている。主人公の物語は週刊連載で完結したが、単行本では和泉を軸としたオリジナルミッションが新たに追加され、全編に渡り大幅な加筆修正が施されている。
- 全8話。
- 原案：奥浩哉
- 小説：日下部匡俊
- イラスト、星人デザイン：コザキユースケ
- 単行本：2010年5月19日発売、ISBN 978-4-08-703223-9

GANTZ/EXA
ノベライズ第2弾。『週刊ヤングジャンプ』2010年42号より2011年1号まで連載。本作品オリジナルの主人公と本編の登場人物である岸本恵を軸とした物語。週刊連載では物語の結末までは掲載されず、単行本で結末が明かされた。『GANTZ/MINUS』と同じく、全編に渡り大幅な加筆修正が施されている。また、原作漫画を翻案したものではあるが、直接の関係はない旨が単行本巻末で明言されている。
- 原案・構成：平山夢明
- 小説：真藤順丈
- イラスト：緒方剛志
- 単行本：2011年1月19日発売、ISBN 978-4-08-703236-9

### 関連書籍
- 『GANTZ/MANUAL』2004年12月17日発売、ISBN 4-08-876735-7
  - GANTZ初の公式ファンブック。原作のキャラクターや星人などの設定、各ミッションや武器のギミック紹介。またアニメの詳細設定も掲載されている。
- 『GANTZなSF映画論』2012年5月10日発売、ISBN 978-4-08-720641-8
  - 『GANTZ』に影響を与えたSF映画100本を原作者である奥浩哉が紹介している。

## スピンオフ
実写映画第2作『GANTZ PERFECT ANSWER』公開を記念して西丈一郎を主役にした読み切りスピンオフ作品『GANTZ/NISHI』が2011年5月12日発売の週刊ヤングジャンプ24号に掲載され、『GANTZ PERFECT ANSWER』のDVD・BD版封入特典として本作品を収録したコミックスが封入された。その後『GANTZ:G』がミラクルジャンプにて2015年12月号から2017年3月号まで連載された。原作の奥浩哉がストーリーとネームを描き下ろし、イイヅカケイタが作画を担当。全3巻。
江戸時代を舞台とした『GANTZ:E』が週刊ヤングジャンプにて2020年6・7合併特大号（2020年1月9日発売）から連載開始した。作画は花月仁が担当。『GANTZ』の時代劇とネット上で話題となり、Twitterでトレンド入りした。

## デジタルコミック
『週刊ヤングジャンプ』公式サイトにてVOMIC化され、2011年1月17日から順次公開、配信中である。「VOMIC」とは、漫画の絵に画面効果を加えた映像に声優が声をあてたオーディオドラマのことである。

## テレビアニメ
2004年に放送され、第1期はネギ星人篇・鈴木星人（田中星人）篇をフジテレビで、第2期は仏像篇とアニメオリジナルストーリーの玄野星人篇をAT-Xで放送した。なお、第2期は放送局を変えて再開されている。監督の意向により、ガンツの方針が変遷してゆくチビ星人編とそれ以降は省かれており、ストーリーの細部を変えつつオリジナルシナリオを追加して締めくくった形となっている。また、原作者の要望により、登場人物たちの内面を掘り下げる試みもなされていて、その点でもストーリーの細部が変えられている。
第1期『GANTZ 〜the first stage〜』は、2004年4月10日から6月22日の間、フジテレビで放送された。全11話。フジテレビの規制により一部シーンがカットされ、本来の13話分を11話に再編集されており、一部、残酷シーンなども修正が施されている。それらはDVD化の際に補完された。DVD版は、全13話ノーカットバージョン。監督の板野はトークショーなどで、「自分の表現したかったことは、DVDを見ればわかる」とコメントしていた。
第2期『GANTZ 〜the 2nd stage〜』は、同年8月26日から同年11月の間、AT-Xで放送された。全13話。残酷描写などが第1期より増えているため視聴年齢制限が掛けられた。

### スタッフ (テレビアニメ)
- 監督 - 板野一郎
- シリーズ構成・脚本 - 十川誠志
- キャラクターデザイン・総作画監督 - 恩田尚之
- メカニカルデザイン - 中島利洋
- 撮影監督 - 林コージロー（第22話/駅員）
- 美術監督 - 池田繁美
- 色彩設計 - 飯島孝枝
- 3DCGディレクター - 加藤泰裕
- 編集 - 廣瀬清志（第22話/ストーカー）
- 音響監督 - 早瀬博雪
- 音楽 - 十川夏樹、高梨康治（第6話 - 第26話）
- プロデューサー - 西村大志、並木俊治、寺嶋博礼、内田康史
- アニメーション制作 - GONZO
- アニメーションプロテューサー - 八田紳作、久田大志、荒井英昌
- 製作 - GANTZ Partners

### 主題歌 (テレビアニメ)
オープニングテーマ「Super Shooter」
作詞・作曲・歌 - RIP SLYME
エンディングテーマ「Last Kiss」
作詞・作曲・歌 - BONNIE PINK

### 各話リスト
| 話数                   | サブタイトル                 | 絵コンテ       | 演出       | 作画監督                                |
| ネギ星人篇             | ネギ星人篇                   | ネギ星人篇     | ネギ星人篇 | ネギ星人篇                              |
| ---------------------- | ---------------------------- | -------------- | ---------- | --------------------------------------- |
| 1                      | 新しい朝が来た               | 板野一郎       | 山名隆史   | 恩田尚之                                |
| 2                      | 人間じゃねぇ                 | 小林謙一       | 藤原潤     | 福世孝明、うのまこと 田中孝弘           |
| 3                      | 計ちゃん、すっげえ           | 西森章         | 濁川敦     | 日向正樹                                |
| 4                      | それぢわ、ちいてんをはじぬる | うえだひでひと | 水本葉月   | 山本佐和子                              |
| 5                      | っていうことは、あの時       | 佐野隆史       | 佐野隆史   | 小林利充                                |
| 6                      | やったああああっ             | 山名隆史       | 山名隆史   | 崔ふみひで                              |
| 7                      | 狙ってるぜ                   | 西森章         | 濁川敦     | 日向正樹                                |
| 鈴木星人（田中星人）篇 |                              |                |            |                                         |
| 8                      | やべェ!                      | 関野昌弘       | 関野昌弘   | うのまこと 福世孝明                     |
| 9                      | ソッコー殺す                 | 佐野隆史       | 犬川犬夫   | 小林利充                                |
| 10                     | 裕三君?                      | 安彦英二       | 遠藤広隆   | 安彦英二                                |
| 11                     | あいつは撃てない             | 藤原潤         | 藤原潤     | 寺尾洋之                                |
| 12                     | 加藤くんは待っていて         | 松尾慎         | 濁川敦     | 日向正樹                                |
| 13                     | 死んで下ちい                 | 関野昌弘       | 関野昌弘   | 福世孝明、崔ふみひで うのまこと、藤原潤 |

| 話数       | サブタイトル              | 絵コンテ   | 演出              | 作画監督                    |
| 仏像篇     | 仏像篇                    | 仏像篇     | 仏像篇            | 仏像篇                      |
| ---------- | ------------------------- | ---------- | ----------------- | --------------------------- |
| 14         | さようなら                | 西森章     | 犬川犬夫          | 小林利充                    |
| 15         | 早くイキてぇ!             | 須永司     | 小林孝志          | 田中孝弘                    |
| 16         | 俺がやる!                 | 西森章     | 濁川敦            | 鈴木信吾 日向正樹           |
| 17         | こいつら撃っていいんだろ? | 大橋誉志光 | 亜蘭澄史 吉沢俊一 | プリンセスマコ              |
| 18         | おかえり                  | 須永司     | 大西景介          | 石川健介                    |
| 19         | なんじゃ、ありゃあっ      | 関野昌弘   | 犬川犬夫          | 福世孝明 細越裕司           |
| 20         | 俺を撃てっ!               | 小林孝志   | 小林孝志          | 小林利充                    |
| 21         | 兄ちゃん?                 | 西森章     | 筑紫大介          | 桧樫珠子                    |
| 玄野星人篇 |                           |            |                   |                             |
| 22         | 二度と言うな!             | 佐野隆史   | 濁川敦            | 日向正樹                    |
| 23         | 玄野星人!                 | 田中孝弘   | 水本葉月          | 田中孝弘                    |
| 24         | 出られない迷宮はないんだ  | 鈴木信吾   | 犬川犬夫          | 宇野真、細越裕司 鈴木信吾   |
| 25         | 生きてかえろうぜ          | 関野昌弘   | 関野昌弘          | 福世孝明、羽田浩二 薮野浩二 |
| 26         | 生きてくれ                | 板野一郎   | 小林孝志          | 小林利充                    |

| フジテレビ 月曜26:28枠 | フジテレビ 月曜26:28枠    | フジテレビ 月曜26:28枠     |
| 前番組                 | 番組名                    | 次番組                     |
| ---------------------- | ------------------------- | -------------------------- |
| クロノクルセイド       | GANTZ 〜the first stage〜 | GIRLSブラボー first season |

### 備考 (テレビアニメ)
- バンダイチャンネルでも配信されている[22]。なお、内容はほぼDVD版をベースにしている。

## ゲーム
GANTZ THE GAME
CERO 18歳以上対象
- 機種 - PlayStation 2
- メーカー - コナミデジタルエンタテインメント
- ジャンル - 3Dアクションソフト
- 2005年3月17日発売

GANTZ/XAOS（モバイルゲーム）
CERO なし。2012年1月12日に開始し、2014年5月23日にサービス終了。順次スマートフォン向けでも対応。
GREE。ジャンルはソーシャルゲーム。基本プレイ無料のアイテム課金制。メーカーはインデックス（旧法人）→インデックス（旧：セガドリーム）。

## パチンコ
CRぱちんこGANTZ（オッケー.）
2017年1月10日より稼働。
大当たり確率1/319.7 → 1/75.3、賞球数4＆1＆3＆9＆10＆15、確変割合65%、時短50回
確変16R大当たり後の「小当たりRUSH」が大好評で、異例の増産が決定した。
ぱちんこGANTZ:2（オッケー.）
2019年4月22日より稼働。
大当り確率1/319.7 → 約1/99.9、賞球数4&1&4&5&10&15、確変割合60%、時短20or100回
ぱちんこ GANTZ3LASTBATTLE（オッケー.）
2022年8月より稼働開始

## 実写映画
監督は佐藤信介、玄野計役に二宮和也、加藤勝役に松山ケンイチで実写映画化されている。PART1『GANTZ』が2011年1月29日、PART2『GANTZ PERFECT ANSWER』（ガンツ・パーフェクトアンサー）が2011年4月23日に公開された。

## 劇場アニメ
『GANTZ:O』（ガンツ オー）は、2016年10月14日に公開されたフル3DCGアニメ映画。本作品は、原作の「大阪編」を中心に描かれる。英語吹替版は第29回東京国際映画祭でのみの上映。興行収入は3億円。

### あらすじ（劇場アニメ）
加藤勝は弟の誕生日にバースデーケーキを買って帰る途中、東京・新宿の地下鉄で通り魔事件に遭う。加藤は怪我人を助けようとするが通り魔にめった刺しにされ、気づくとガンツと呼ばれる黒い球が置かれたマンションの一室にいた。そこには死んだものが集まり、制限時間内に異星生物を全滅させるというゲームをさせられるという。黒い球は銃とメンバー用の身体強化スーツが入ったケースを出し、ぬらりひょんをやっつけにいけと命令する。加藤は先にこの部屋に来ていた中学生の西丈一郎や、アイドルのレイカ（下平玲花）や中年男性の鈴木良一から説明を受け、とりあえずスーツを着てこのサバイバルゲームに参加することにする。
加藤たちは大阪の道頓堀に転送される。そこには東京だけでなく大阪のチームもおり、いずれも既にこのゲームをクリアしてより強力な武器や乗り物を手にしている猛者たちであった。一般人が襲われているから助けようとする加藤に対し、レイカと鈴木は危険だから大阪チームに任せようと渋る。加藤は二人の静止を振り切り一般人を助けようとする。それを見た大阪チームの山咲杏から、ギゼンシャ星人とからかわれながらも、加藤は一般人の救出に奔走する。
大阪チームは順調に敵を倒していくが、強力な敵・天狗に室谷信雄が殺され、ボスのぬらりひょんには島木や、大阪チーム最強の男・岡八郎も敵わず殺されてしまい、絶対的なピンチに陥る。ぬらりひょんには、意識外の攻撃（不意打ち）しか効かないと知った生き残りのメンバーは加藤が囮役になり、狙撃する作戦に出る。囮役である加藤は両足を切断され殺されそうになるが、杏がかばって死亡する。西がぬらりひょんの背後から攻撃して意識が西に向かってるうちに、加藤はなんとか力を振り絞り、Zガンを連射してぬらりひょんを倒す。
マンションの一室に再び転送された加藤は、100点を取りガンツのボーナスメニューで杏を生き返らせる。その後レイカや鈴木は加藤が過去に、東京チームで戦っていて100点メニューで一度自由になった参加者であったことを語り、加藤は弟の元へと帰り、物語は幕を下ろす。

### スタッフ（劇場アニメ）
- 総監督 - さとうけいいち
- 監督 - 川村泰
- 脚本 - 黒岩勉
- 音楽 - 池頼広
- 制作 - デジタル・フロンティア
- 配給 - 東宝映像事業部
- 製作 - 「GANTZ:O」製作委員会（フィールズ、京楽産業ホールディングス、東宝、キングレコード、電通、神南スタジオ、ローソンHMVエンタテイメント）
- 主題歌 - 「人間ビデオ」ドレスコーズ

## 舞台
『「GANTZ:L」‐ACT＆ACTION STAGE‐』のタイトルで舞台化され、2018年1月26日から2月4日まで天王洲 銀河劇場で上演された。
ネギ星人編・あばれんぼう星人・おこりんぼう星人編・和泉による新宿虐殺までが描かれているが時系列や人物設定はアレンジされており玄野・加藤・和泉は大学生、西は高校3年生の設定になっている。坂本・小池・高橋・矢野は舞台版オリジナルキャラ。メディア化作品の中では初めて和泉紫音が登場する。

### キャスト (舞台)
- 玄野計 - 百名ヒロキ
- 加藤勝 - 高橋健介
- 岸本恵 - 浅川梨奈（SUPER☆GiRLS）
- 西丈一郎 - 佐藤永典
- 坂本実 - 村瀬文宣（30-DELUX）
- 小池修 - 影山達也
- 高橋浩一 - 大原海輝
- 矢野誠 - 藤田玲
- 和泉紫音 - 久保田悠来
- おおきなねぎ星人 - 竹之内景樹
- ジュニアねぎ星人 - 川口莉奈

### スタッフ (舞台)
- 演出・脚本 - 鈴木勝秀
- アクション - 清水順二（30-DELUX）
- 協賛 - ポリゴンマジック[要出典]
- 主催 - 「GANTZ：L」製作委員会[31]